# Atlanta
Atlanta es la capital y ciudad más extensa y poblada del estado de Georgia y la trigésimo tercera en Estados Unidos en cantidad de habitantes en 2008. Tiene una población estimada de 537 958 habitantes. Su área metropolitana, cuyo nombre oficial es Atlanta-Sandy Springs-Marietta, GA MSA (conocida comúnmente como Atlanta Metropolitana), es la octava área metropolitana con mayor población del país, con aproximadamente 6,2 millones de habitantes. Como en la mayor parte del Cinturón del Sol, la región de Atlanta experimentó un importante crecimiento en los años 2000, ya que añadió más de un millón de habitantes entre 2000 y 2008. Este fue el mayor crecimiento de cualquier área estadounidense por detrás del Dallas-Fort Worth metroplex. Con un ingreso bruto de US$ 270 000 millones, la economía de Atlanta está clasificada en el puesto número 15 entre las ciudades del mundo y en el sexto puesto en los Estados Unidos.
Considerada como una ciudad de negocios y centro de transporte, Atlanta es la sede mundial de The Coca-Cola Company, AT&T Mobility, Delta Air Lines y la CNN. Además, la ciudad tiene la tercera mayor concentración de empresas de la Fortune 500 y más del 75 % de las compañías de Fortune 1000 tienen sede en esta área metropolitana. El Aeropuerto Internacional Hartsfield-Jackson, situado a once kilómetros al sur del centro de Atlanta, es el aeropuerto más transitado del mundo y el único que cubre los servicios de la ciudad.
Atlanta es, también, la sede del condado de Fulton y la quinta ubicación de la sede del gobierno del estado de Georgia. Una pequeña parte de los límites de la ciudad de Atlanta limitan con el condado de DeKalb. 
Esta ciudad ha sido sede de eventos muy importantes en los que destacan ser sede de los juegos olímpicos de 1996 y también servir de sede al concurso internacional de belleza conocido como Miss Universo en diciembre de 2019.

## Historia
El lugar que ocupa hoy Atlanta era territorio cherokee y creek, hasta la deportación de estas tribus. El territorio donde se levanta Atlanta fue cedido al estado de Georgia por los indígenas americanos de la tribu creek en 1821. Atlanta fue fundada en 1836 y recibió la categoría de ciudad en 1847.

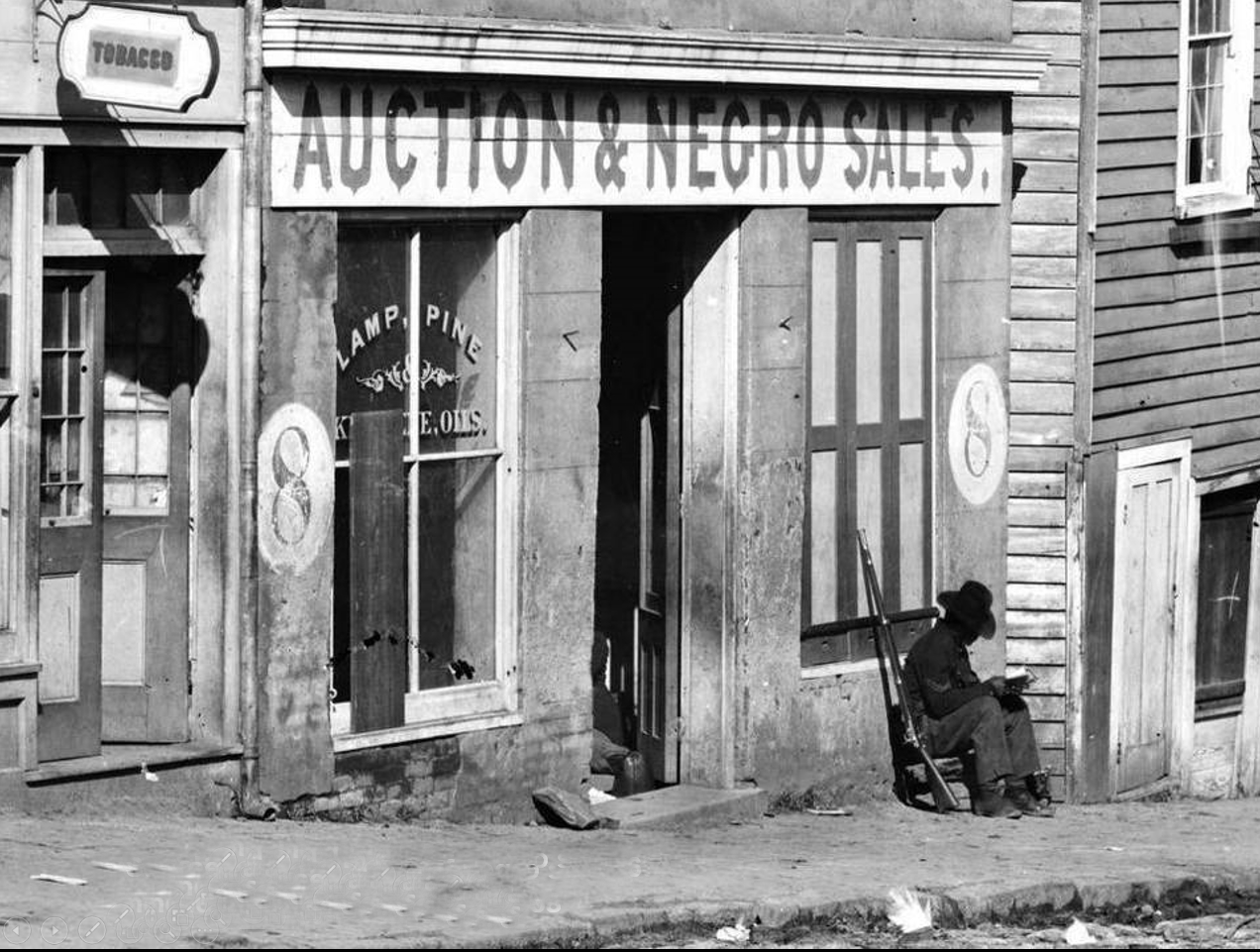
Casa de subastas de esclavos en Whitehall Street, Atlanta, 1864

Durante la Guerra Civil, alcanzó una población de 15 000 habitantes y se convirtió en un importante nudo ferroviario. Atlanta era un destacado centro de abastecimiento de las tropas confederadas, por lo que se convirtió en el objetivo de la campaña del general William Tecumseh Sherman desde Chattanooga. Varias grandes batallas tuvieron lugar en sus proximidades, antes de ser tomada el 1 de septiembre de 1864. Entonces, el general confederado John Bell Hood evacuó la ciudad después de cuatro meses de asedio de las tropas federales —acontecimiento histórico que fue inmortalizado en la novela Lo que el viento se llevó (1936)—. El 7 de septiembre de 1864, el alcalde James Calhoun rindió la ciudad a los invasores. El 15 de noviembre, Sherman calcinó casi toda la ciudad antes de marchar hacia el mar.
Atlanta se recuperó rápidamente tras la Guerra Civil y fue escogida capital del estado en 1868, decisión que se hizo definitiva tras votación popular en 1877. En 1900 se transformó en la mayor ciudad del estado.
La importancia de Atlanta en la historia de la población negra y del movimiento de los derechos civiles es muy significativa. En el marco de la Cotton States and International Exposition de Atlanta (1895), Booker T. Washington pronunció su discurso conocido como el ‘Compromiso de Atlanta’, en el que propugnaba la igualdad política y social para la población negra a cambio de seguridad económica. En la década de 1960, Atlanta fue el centro desde donde se impulsó el movimiento de los derechos civiles para la población de color. En 1957, Martin Luther King y otros activistas de los derechos civiles fundaron la Southern Christian Leadership Conference para fortalecer y difundir el movimiento por la conformidad racial. Entre 1962 y 1969, se llevó a cabo la integración racial en las escuelas de Atlanta de manera pacífica. En 1973 Atlanta se convirtió en la primera ciudad importante del sur de Estados Unidos en tener un alcalde negro.
Aunque la población del municipio de Atlanta ha descendido desde la década de 1970, la de su área metropolitana ha crecido de forma exponencial entre 1980 y 1990.
Atlanta fue seleccionada como sede olímpica el 18 de septiembre de 1990 en la ciudad japonesa de Tokio. Hubo varias opiniones favorables a la elección de Atenas, debido a que el evento se celebraría justo 100 años después de los primeros Juegos Olímpicos de la Era Moderna. Sin embargo, el Comité Olímpico Internacional optó por la ciudad estadounidense en las últimas votaciones, creyendo varios de los votantes que las infraestructuras no estarían completadas a tiempo en caso de elegir a la ciudad griega; aun así, la decisión no estuvo exenta de polémica días después de la votación —Atenas organizó de nuevo los Juegos Olímpicos por segunda vez en 2004.

## Geografía
Según la Oficina del Censo de los Estados Unidos, la ciudad tiene un área de 343 km², de los cuales 341,2 km² es tierra y 1,8 km² son agua. El área total de agua es de 0,51 %. Situada a 320 metros de altitud sobre el nivel del mar y el aeropuerto a 308 metros, Atlanta se encuentra sobre la cima de la cordillera sur del río Chattahoochee.
La divisoria continental del este entra en Atlanta por el sur, pasando por el centro de la ciudad. Desde el centro, la línea divisoria discurre hacia el este por DeKalb Avenue y la línea de ferrocarril CSX a través de Decatur. La lluvia que cae en las zonas sur y este desembocan en el Océano Atlántico, mientras que las precipitaciones del norte y oeste discurren hacia el Golfo de México por el río Chattahoochee. El río forma parte de la cuenca del río ACF, que recibe la mayor parte del agua de Atlanta y sus barrios. En el extremo noroeste de la ciudad aún se conserva gran parte del hábitat natural del río, en parte por el Área Nacional de Recreación del río Chattahoochee. Sin embargo, el uso excesivo de agua durante las sequías y la contaminación durante las inundaciones ha sido una fuente de disputas y batallas legales con los estados vecinos de Alabama y Florida.

### Clima

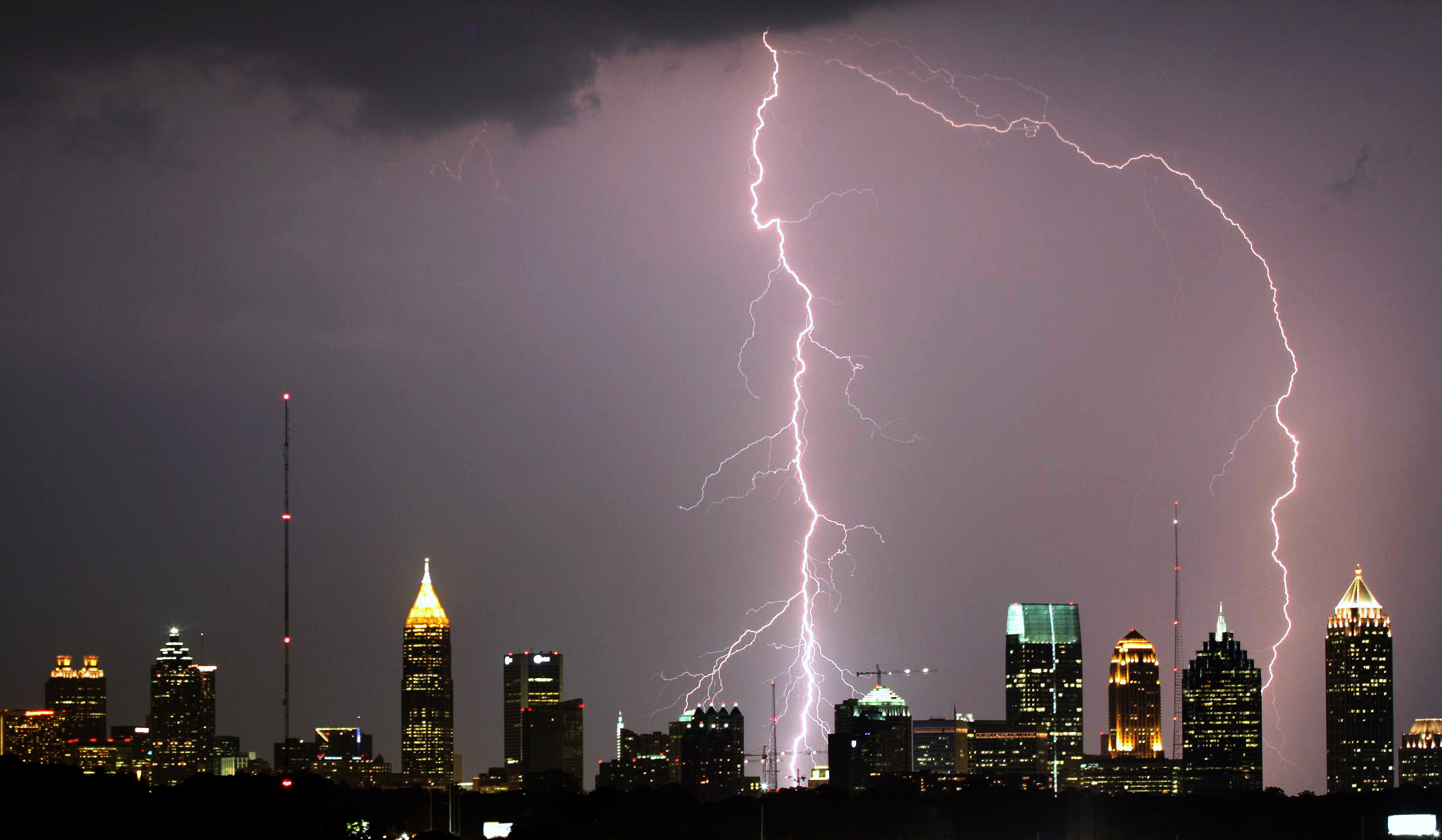
Atlanta durante una tormenta.

Atlanta tiene un clima húmedo subtropical (Cfa) según la clasificación de Köppen, con las estaciones más o menos definidas, aunque el invierno tiene una duración menor, con veranos calurosos y húmedos e inviernos suaves (fríos en algunos años), pero susceptible a las tormentas de nieve incluso en pequeñas cantidades en varias ocasiones a diferencia del resto del sudeste de los EE. UU. Las temperaturas medias máximas de julio son 32 °C y las mínimas 22 °C. A pesar de estar en la misma latitud que Bagdad, en las temperaturas el clima puede ser comparado al de Florencia, Italia, aunque esté cerca del Mediterráneo, considerablemente más seco. No son frecuentes las temperaturas superiores a 38 °C. La máxima temperatura registrada en la ciudad fue de 41 °C, en julio de 1980. Enero es el mes más frío, con temperaturas de entre 11 °C y 1 °C. Por su parte, la temperatura más baja registrada en Atlanta fue de -9 °C en febrero de 1899. La ciudad registró una temperatura muy cercana a la mínima histórica en enero de 1985, cuando los termómetros se desplomaron hasta los -8 °C. Atlanta posee un clima más templado que otras ciudades del sur de la misma latitud debido a su relativa altitud, 320 metros sobre el nivel del mar.
Como en el resto del sureste de los Estados Unidos, Atlanta recibe abundantes niveles de precipitación, que son relativamente distribuidos durante todo el año. La media de precipitaciones es de 1275 mm. Al año, suelen darse 36 días de heladas en Atlanta, mientras que la media de nevadas es de 5 cm. La tormenta más importante dejó 25 cm de precipitaciones el 23 de enero de 1940. Los temporales de nieve son muy poco frecuentes, pero pueden ocurrir y el último azotó la ciudad en marzo de 1993. Las tormentas de hielo suelen causar más problemas que la nieve y la última de ellas tuvo lugar el 7 de enero de 1973.
| Parámetros climáticos promedio de Atlanta (Aeropuerto Internacional Hartsfield–Jackson), normales 1991–2020, extremos 1878–presente | Parámetros climáticos promedio de Atlanta (Aeropuerto Internacional Hartsfield–Jackson), normales 1991–2020, extremos 1878–presente | Parámetros climáticos promedio de Atlanta (Aeropuerto Internacional Hartsfield–Jackson), normales 1991–2020, extremos 1878–presente | Parámetros climáticos promedio de Atlanta (Aeropuerto Internacional Hartsfield–Jackson), normales 1991–2020, extremos 1878–presente | Parámetros climáticos promedio de Atlanta (Aeropuerto Internacional Hartsfield–Jackson), normales 1991–2020, extremos 1878–presente | Parámetros climáticos promedio de Atlanta (Aeropuerto Internacional Hartsfield–Jackson), normales 1991–2020, extremos 1878–presente | Parámetros climáticos promedio de Atlanta (Aeropuerto Internacional Hartsfield–Jackson), normales 1991–2020, extremos 1878–presente | Parámetros climáticos promedio de Atlanta (Aeropuerto Internacional Hartsfield–Jackson), normales 1991–2020, extremos 1878–presente | Parámetros climáticos promedio de Atlanta (Aeropuerto Internacional Hartsfield–Jackson), normales 1991–2020, extremos 1878–presente | Parámetros climáticos promedio de Atlanta (Aeropuerto Internacional Hartsfield–Jackson), normales 1991–2020, extremos 1878–presente | Parámetros climáticos promedio de Atlanta (Aeropuerto Internacional Hartsfield–Jackson), normales 1991–2020, extremos 1878–presente | Parámetros climáticos promedio de Atlanta (Aeropuerto Internacional Hartsfield–Jackson), normales 1991–2020, extremos 1878–presente | Parámetros climáticos promedio de Atlanta (Aeropuerto Internacional Hartsfield–Jackson), normales 1991–2020, extremos 1878–presente | Parámetros climáticos promedio de Atlanta (Aeropuerto Internacional Hartsfield–Jackson), normales 1991–2020, extremos 1878–presente |
| Mes | Ene. | Feb. | Mar. | Abr. | May. | Jun. | Jul. | Ago. | Sep. | Oct. | Nov. | Dic. | Anual |
| --- | --- | --- | --- | --- | --- | --- | --- | --- | --- | --- | --- | --- | --- |
| Temp. máx. abs. (°C) | 26.1 | 27.2 | 31.7 | 33.9 | 36.1 | 41.1 | 40.6 | 40 | 38.9 | 36.7 | 28.9 | 26.1 | 41.1 |
| Temp. máx. media (°C) | 12.2 | 14.6 | 18.8 | 23.2 | 27.3 | 30.6 | 32.3 | 31.7 | 28.8 | 23.6 | 17.8 | 13.4 | 22.9 |
| Temp. media (°C) | 7.1 | 9.2 | 13.1 | 17.3 | 21.8 | 25.5 | 27.2 | 26.8 | 23.8 | 18.2 | 12.3 | 8.5 | 17.6 |
| Temp. mín. media (°C) | 2 | 3.8 | 7.4 | 11.4 | 16.3 | 20.3 | 22.1 | 21.8 | 18.8 | 12.7 | 6.8 | 3.6 | 12.3 |
| Temp. mín. abs. (°C) | -22.2 | -22.8 | -12.2 | -3.9 | 2.8 | 3.9 | 11.7 | 12.8 | 2.2 | -2.2 | -16.1 | -17.8 | -22.8 |
| Precipitación total (mm) | 116.6 | 115.6 | 118.9 | 96.8 | 90.4 | 115.3 | 120.7 | 109.2 | 97 | 83.3 | 101.1 | 116.1 | 1280.9 |
| Nevadas (cm) | 2.5 | 1 | 1 | 0 | 0 | 0 | 0 | 0 | 0 | 0 | 0 | 1 | 5.6 |
| Días de precipitaciones (≥ 0.2 mm)                                                                                                  | 11.1 | 10.4 | 10.5 | 8.9 | 9.4 | 11.1 | 12.0 | 10.2 | 7.3 | 6.8 | 7.9 | 10.7 | 116.3 |
| Días de nevadas (≥ 0.2 cm) | 0.7 | 0.3 | 0.1 | 0.0 | 0.0 | 0.0 | 0.0 | 0.0 | 0.0 | 0.0 | 0.0 | 0.4 | 1.5 |
| Horas de sol | 164.0 | 171.7 | 220.5 | 261.2 | 288.6 | 284.8 | 273.8 | 258.6 | 227.5 | 238.5 | 185.1 | 164.0 | 2738.3 |
| Humedad relativa (%) | 67.6 | 63.4 | 62.4 | 61.0 | 67.2 | 69.8 | 74.4 | 74.8 | 73.9 | 68.5 | 68.1 | 68.4 | 68.3 |
| Fuente: NOAA (humedad y horas de sol 1961–1990)                                                                                     | | | | | | | | | | | | | |

La Asociación Americana del Pulmón situó a Atlanta en el decimotercer puesto en cuanto a niveles de polución en los Estados Unidos. La combinación de polución y niveles de polen y los ciudadanos sin asegurar provocaron que la Fundación Americana de Asma y Alergia calificara a Atlanta como la peor ciudad estadounidense para los asmáticos.
Por otra parte, un tornado de escala EF2 golpeó el centro de Atlanta con vientos de 217 km/h. El tornado provocó serios daños en el State Farm Arena, el Hotel Westin Peachtree Plaza, el Georgia Dome, el parque Centennial Olympic, el CNN Center y el Georgia World Congress Center. También sufrieron daños los barrios de Vine City al oeste y Cabbagetown, Fulton Bag y Cotton Mills al este. Hubo docenas de heridos, pero solo un muerto. La catástrofe tomó a las autoridades meses para reparar los desperfectos originados por el tornado.

### Urbanismo

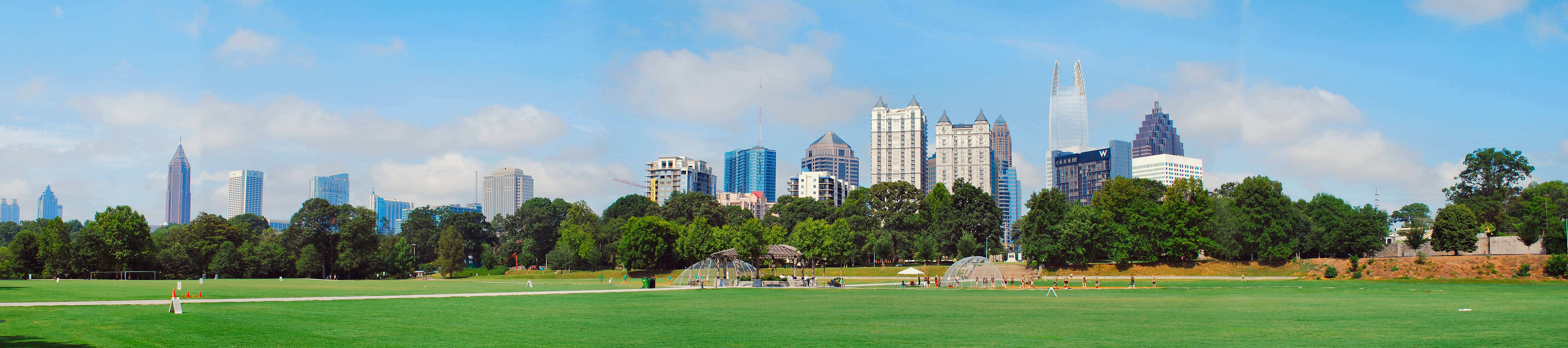
Panorama urbano de Atlanta desde el Piedmont Park.

#### Arquitectura
El panorama urbano de Atlanta está conformado por edificios de gran y mediana altura de estilo moderno y postmoderno. El edificio más alto, el Bank of America Plaza, es el trigésimo séptimo edificio más alto del mundo con 312 metros. Es también el edificio más alto de los Estados Unidos fuera de Chicago y Nueva York.

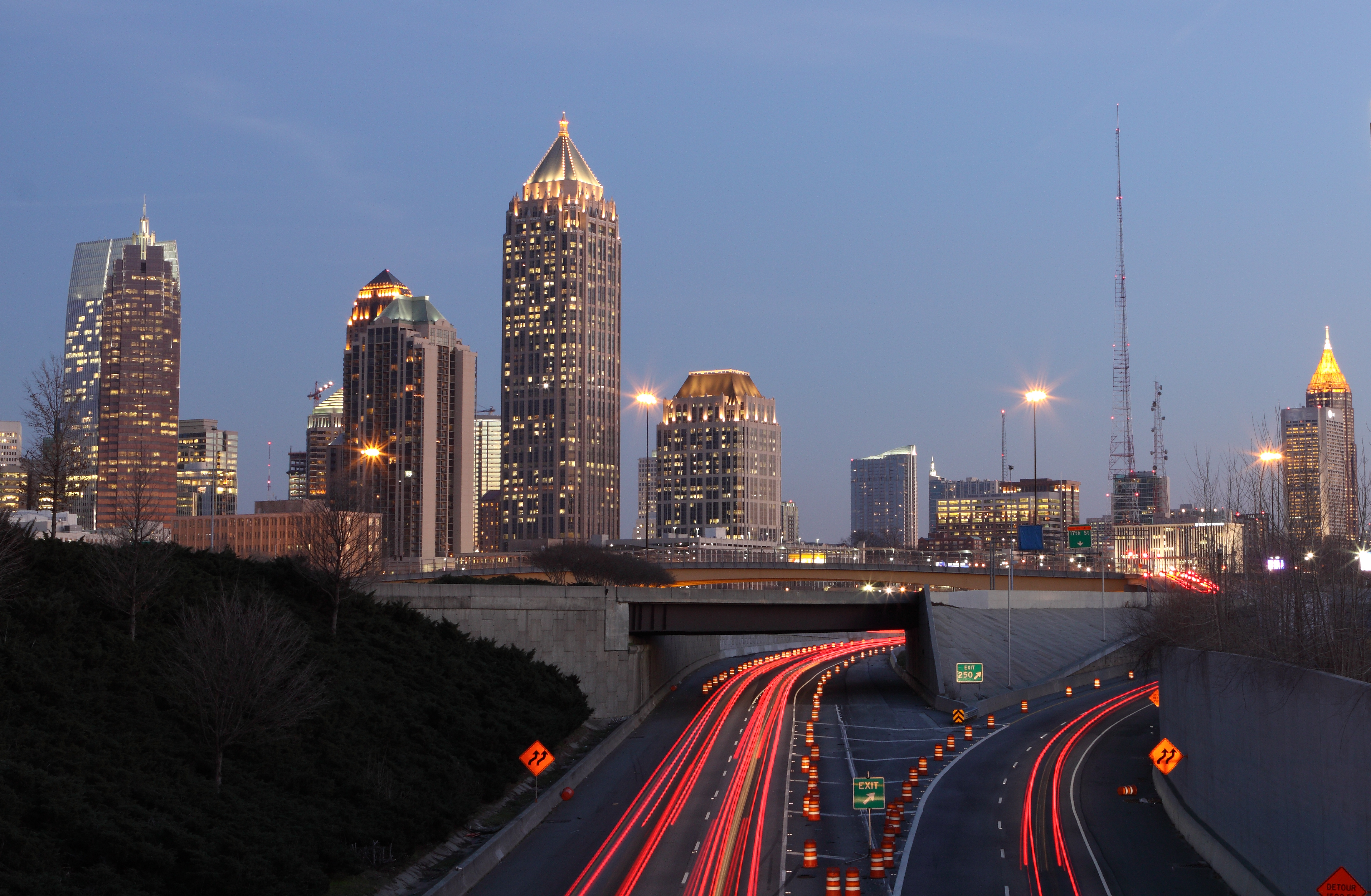
Midtown Atlanta.

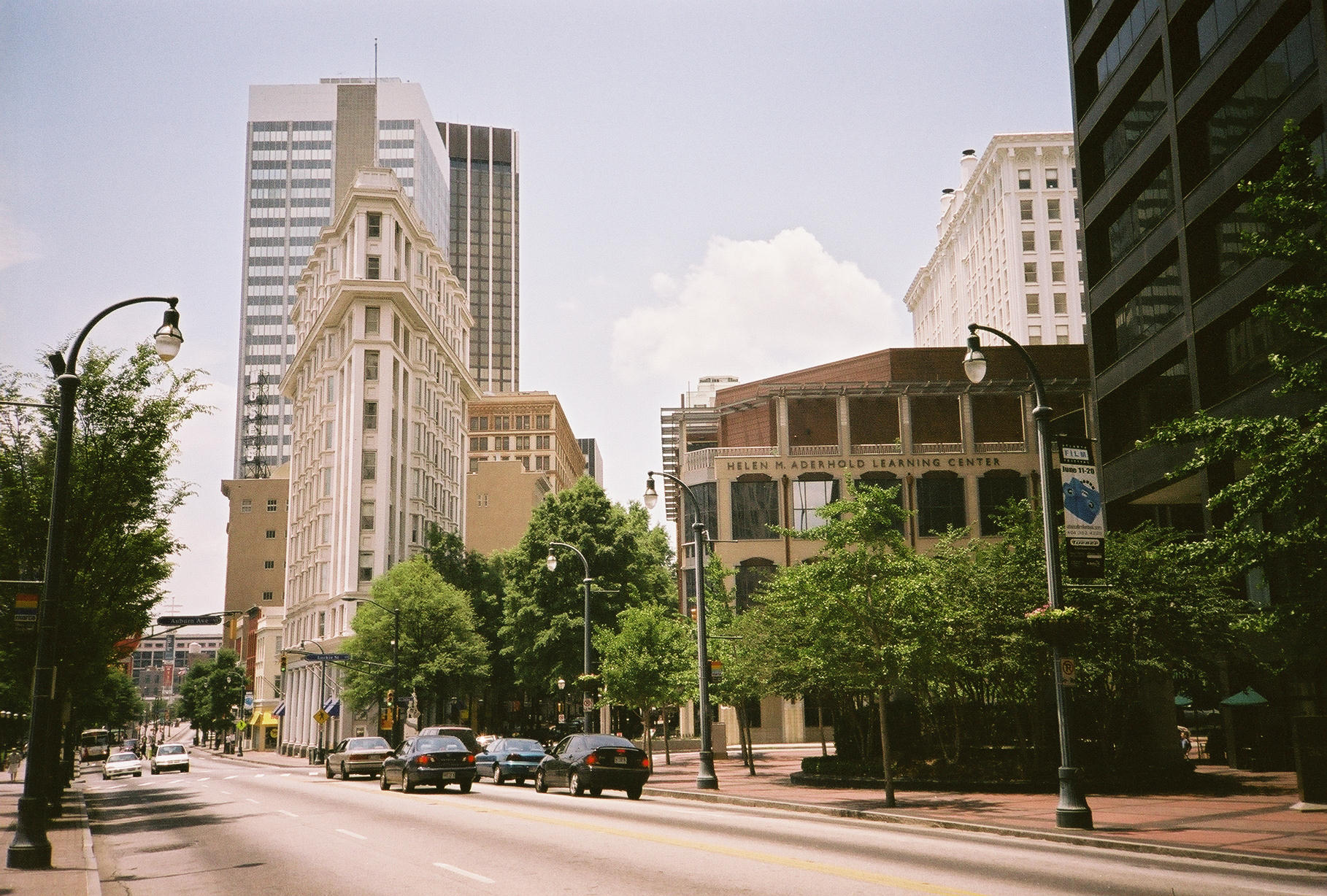
Centro de la ciudad.

A diferencia de otras ciudades sureñas del país como Savannah, Charleston, Wilmington y Nueva Orleans, Atlanta decidió no mantener su antigua arquitectura histórica del sur. En lugar de ello, Atlanta se vio a sí misma como una ciudad que liderase un avanzado "Nuevo sur" y optó por estructuras modernas expresivas. El panorama urbano de Atlanta incluye trabajos realizados por importantes empresas estadounidenses y destacados arquitectos del siglo XX como Michael Graves, Richard Meier, Marcel Breuer, Renzo Piano, Pickard Chilton o David Chipperfield. El arquitecto más notable de Atlanta es John Portman, cuya creación del atrio en el hotel Hyatt Regency Atlanta en 1967 dejó una marca importante en el sector de la hostelería. Mediante este trabajo, Portman —graduado en el Colegio de Arquitectura del Instituto de Tecnología de Georgia— el centro de Atlanta fue reconfigurado con sus diseños para el AmericasMart, Peachtree Center, el hotel Westin Peachtree Plaza y el SunTrust Plaza. Los rascacielos están concentrados en tres distritos de la ciudad —Downtown, Midtown y Buckhead—. El distrito central de negocios, situado alrededor del hotel Hyatt Regency Atlanta —uno de los edificios más altos de la ciudad en el momento de su finalización en 1967— incluye también la torre 191 Peachtree, Westin Peachtree Plaza, SunTrust Plaza, la torre Georgia-Pacific y los edificios del Peachtree Center. Midtown Atlanta, al norte, experimentó un rápido crecimiento tras completarse la construcción del One Atlantic Center en 1987.

#### Desarrollo urbano

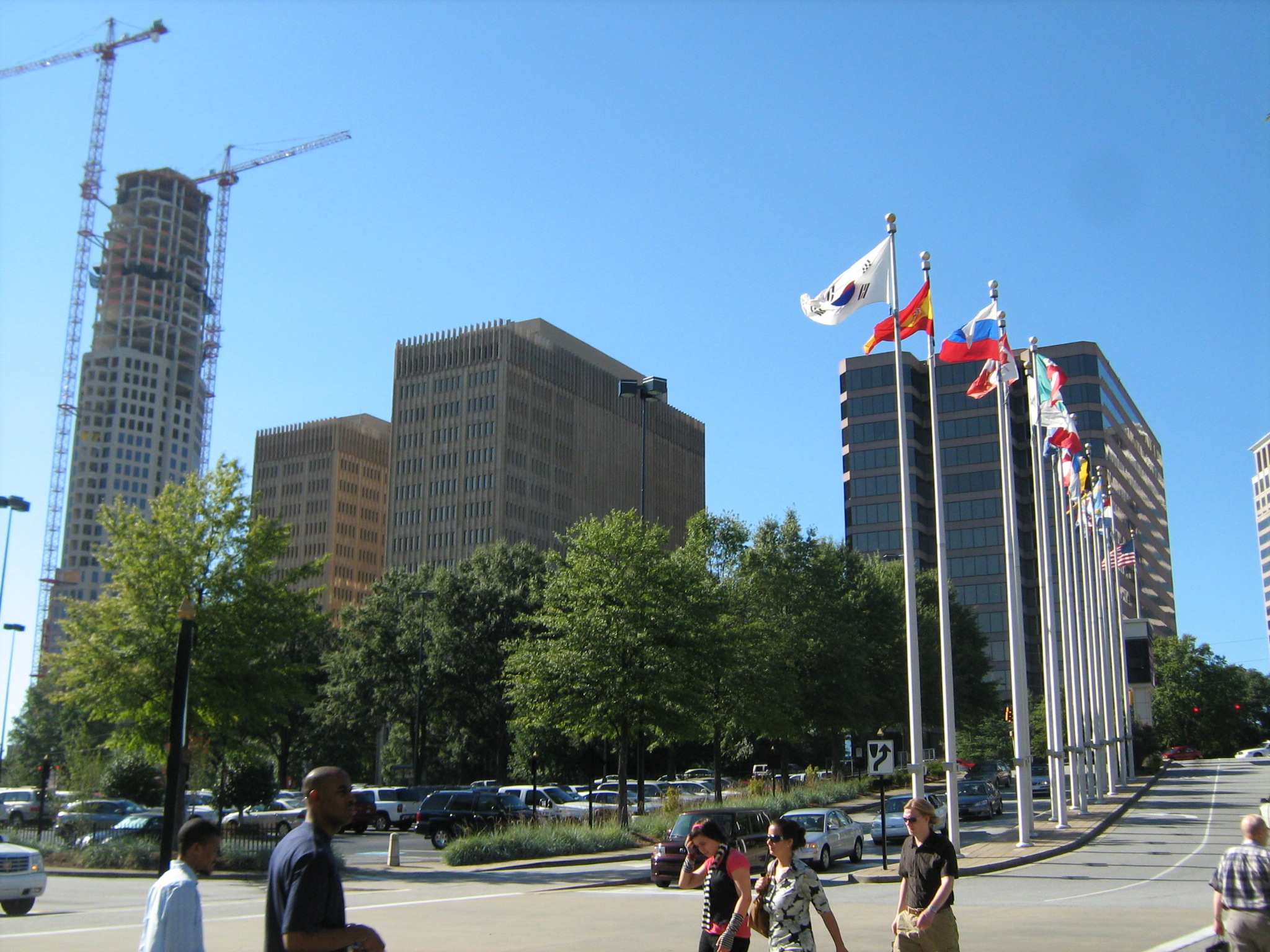
Barrio de Buckhead.

Los negocios y empresas continúan siendo el eje fundamental del barrio de Midtown. La nueva torre de edificios del barrio, la 1180 Peachtree, fue inaugurada en 2006 con una altura de 197 metros y logró una certificación de oro al Liderazgo en Energía y Diseño Medioambiental entregada por el U.S. Green Building Council. La ciudad ha experimentado un auge en la construcción y contaba, el 19 de abril de 2006, con alrededor de sesenta nuevos proyectos de grandes y medianos edificios, tanto propuestos como en fase de construcción. En octubre de 2005 finalizó la construcción de Atlantic Station, una antigua planta industrial de acero que fue rediseñada convirtiéndola en un distrito urbano de uso mixto. A comienzos de 2006, el alcalde Franklin puso en marcha un plan para impulsar Peachtree Street en Midtown Atlanta (conocida como "Midtown Mile") con objetivos comerciales y así competir con Rodeo Drive en Beverly Hills o Magnificent Mile en Chicago.

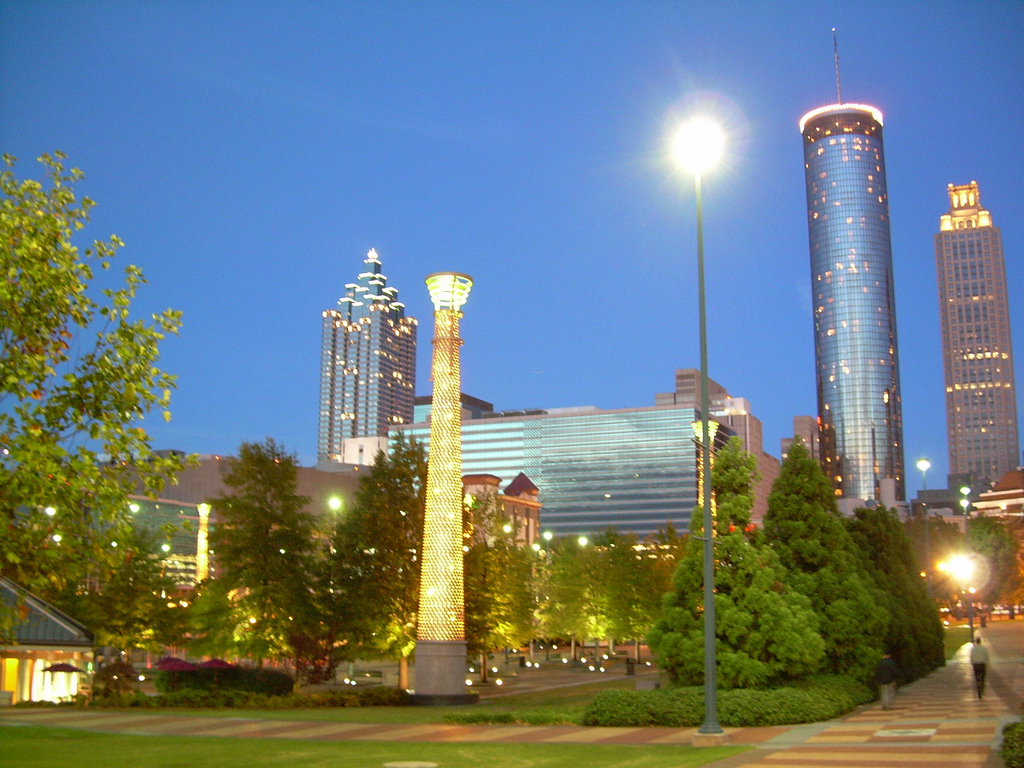
Centennial Olympic Park de Atlanta.

Pese a los esfuerzos realizados con la apertura del Centennial Olympic Park en el centro en 1996, Atlanta aún está situada muy por debajo de la media de espacios abiertos per cápita entre las ciudades con densidades de población similares, con 36 000 m² por cada mil habitantes en 2005. Sin embargo, la ciudad es conocida como "ciudad de árboles" o "ciudad en el bosque". Lejos de los distritos centrales de Atlanta y Buckhead, el panorama urbano da paso a un conjunto de densos bosques que se extienden hasta los suburbios. Fundada en 1985, la organización Trees Atlanta ha plantado y distribuido cerca de 68 000 árboles en la ciudad.
El barrio situado más al norte de la ciudad, Buckhead, está a doce kilómetros del centro de Atlanta y se caracteriza por adinerados vecindarios como Peachtree Battle, Tuxedo Park, Peachtree Hills y Chastain Park, y es considerado como uno de los barrios más prósperos de Estados Unidos. La zona este de Atlanta está experimentando una rápida gentrificación. Presume de tener modernos y urbanos barrios con bungalows de estilos artesanales o mansiones victorianas. Entre sus vecindarios se incluyen Inman Park, Candler Park, Lake Claire o Little Five Points. Los barrios más asequibles de Kirkwood, Old Fourth Ward, East Atlanta, Cabbagetown, Reynoldstown y Edgewood tienen también mucho que ofrecer. Estas zonas de la ciudad están atrayendo a habitantes jóvenes y hipsters, de entre 18 y 35 años, debido a su situación próxima a centros comerciales, de transporte y por su vida cultural. Además de crear nuevos espacios en la ciudad, los promotores han utilizado muchos edificios antiguos para crear espacios al aire libre en estos barrios. En la zona sur de Atlanta, en Collier Heights, reside una rica y elitista comunidad afrodescendiente, en barrios como Cascade Heights y Peyton Forest.

## Demografía
Según el Estudio de la Comunidad Americana de 2008, la ciudad de Atlanta tenía una población de 537 958, un 28 % más que en el censo de 2000. De acuerdo con este estudio elaborado entre 2006 y 2008, los afroamericanos representaban el 55,8 % de la población; de los cuales el 55,4 % eran no-hispanos. Los estadounidenses de raza blanca constituían el 38,4 % de la población de Atlanta; de los que el 36,2 % eran no hispanos. Los amerindios eran el 0,2 % de la población. El 1,9 % eran asiáticos americanos. Los isleños del Pacífico formaban menos del 0,1 % de la población total de la ciudad. Los individuos de otra raza eran el 2,6 % de la población; de los cuales el 0,2 % eran no hispanos. Los individuos de dos o más razas representaban el 1,1 % de la población de Atlanta. Los hispanos y latinos de cualquier raza contaban con el 4,9 % de la población de la ciudad.
La ciudad de Atlanta ha experimentado un crecimiento único en cuanto a la población de raza blanca, a un ritmo que ha dejado atrás al resto de la nación. La proporción de blancos en la población de la ciudad, según la Institución Brookings, creció rápidamente entre 2000 y 2006 más que en ninguna otra ciudad estadounidense. El crecimiento pasó de un 31 % en 2000 a un 35 % en 2006, con 26 000 nuevos ciudadanos blancos, más del doble del incremento entre 1990 y 2000. La tendencia indica que el crecimiento será constante cada año. Solo Washington D. C. tiene unos resultados comparables en crecimiento de población blanca durante esos años.
En la ciudad también reside una de las mayores concentraciones de población LGBT. Está situada en tercera posición de entre las principales ciudades estadounidenses, sólo superada por San Francisco y, ligeramente, por Seattle, y cuenta con un 13 % de ciudadanos reconocidos abiertamente como gais, lesbianas o bisexuales.
Según el censo de 2000 (revisado en 2004), Atlanta tenía la duodécima población más alta de viviendas habitadas por una sola persona de todo el país entre ciudades de 100 000 residentes o más, y el porcentaje era del 38,5 %.
Otro estudio realizado en 2000 por la Oficina del Censo, revelaba que alrededor de 250 000 habitantes viajaban a diario a trabajar a Atlanta o a realizar cualquier otra labor, impulsando a la ciudad a una población diaria de 676.431 habitantes. Este es un incremento del 62,4 % de la población residente en Atlanta, lo que la convertía en la mayor población diaria del país entre ciudades con menos de 500 000 habitantes.
Los resultados del censo arrojaron que la ciudad era la decimotercera población de mayor crecimiento en los Estados Unidos, en términos absolutos y relativos. Ha colaborado en estos datos la importante llegada de inmigrantes latinos desde los años 1990 a la zona del área metropolitana de Atlanta. Esta afluencia ha proporcionado a la ciudad nuevas prácticas culturales y religiosas y afectan a la economía y demografía del área urbana, que se refleja en las nuevas comunidades hispanas de la ciudad.
Atlanta también cuenta con una de las poblaciones de millonarios de más rápido crecimiento en los Estados Unidos. El número de hogares en el área metropolitana con un millón de dólares o más en activos invertibles, sin incluir residencia principal y bienes de consumo, era de 60 799 en 2007 y está previsto que aumente un 69 % hasta 2011.

## Gobierno

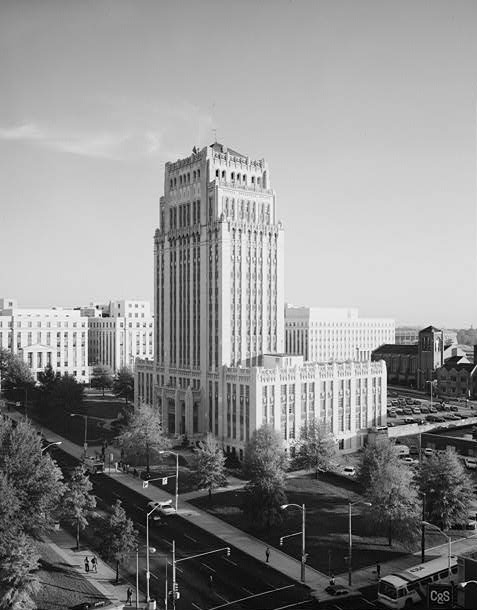
Ayuntamiento de Atlanta.

Atlanta está gobernado por un alcalde y un ayuntamiento. El ayuntamiento está formado por 15 representantes, uno por cada doce distritos de la ciudad y tres posiciones generales. El alcalde puede vetar un proyecto de ley aprobado por el ayuntamiento, pero este puede anular el veto con una mayoría de dos tercios. El alcalde de Atlanta es el demócrata Kasim Reed.
Cada alcalde elegido en la ciudad desde 1973 ha sido afrodescendiente. Maynard Jackson ocupó la posición durante dos períodos y fue reemplazado por Andrew Young en 1982. Jackson regresó por tercera vez en 1990 antes de la elección de Bill Campbell en 1994. En 2001, Shirley Franklin se convirtió en la primera mujer en ser elegida alcalde de Atlanta, y en la primera mujer afrodescendiente en ejercer como alcalde en una gran ciudad del sur del país. Fue reelegida en 2005, ganando un 90 % de votos. La política de la ciudad de Atlanta durante el gobierno de Campbell sufrió una notoria reputación de corrupción, y en 2006 un jurado federal condenó al exalcalde Bill Campbell por tres cargos de evasión fiscal en relación con el juego.
Como capital estatal, Atlanta es la sede de la mayor parte de edificios gubernamentales de Georgia. El Capitolio del Estado de Georgia, ubicado en el centro de la ciudad, alberga las oficinas del gobernador, teniente de gobernador y secretario de estado, además de la Asamblea General. La Mansión del Gobernador está situada en West Paces Ferry Road, en una sección residencial de Buckhead. En Atlanta están las oficinas centrales del Georgia Public Broadcasting y Peachnet, y es la sede de condado del condado de Fulton, con quien comparte la responsabilidad del Sistema de Bibliotecas Públicas Atlanta-Fulton. Atlanta está servida por el Departamento de Policía de Atlanta, que cuenta con un número estimado de 1700 agentes de policía.
El Servicio Postal de los Estados Unidos dirige varias oficinas de correos en la ciudad. La oficina principal de correos de Atlanta está situada en la 3900 Crown Road SW, cerca del Aeropuerto Internacional Hartsfield-Jackson.

### Delincuencia
Según el informe de crímenes anuales del FBI, Atlanta registró 141 homicidios en 2006, frente a los 151 en 2004. En total, en la zona del área metropolitana de Atlanta (los condados de Cobb, Clayton, Fulton, Gwinnett y Dekalb) se sucedieron 487 asesinatos en 2007. La tasa de crímenes violentos de Atlanta es más alta que la de la mayoría de otras ciudades importantes de los Estados Unidos.
La Agencia Federal de Prisiones (BOP) gestiona la Penitenciaría de los Estados Unidos, Atlanta, una prisión federal de alta seguridad.
En 2018, la policía mató a 78 personas en Atlanta.

## Economía

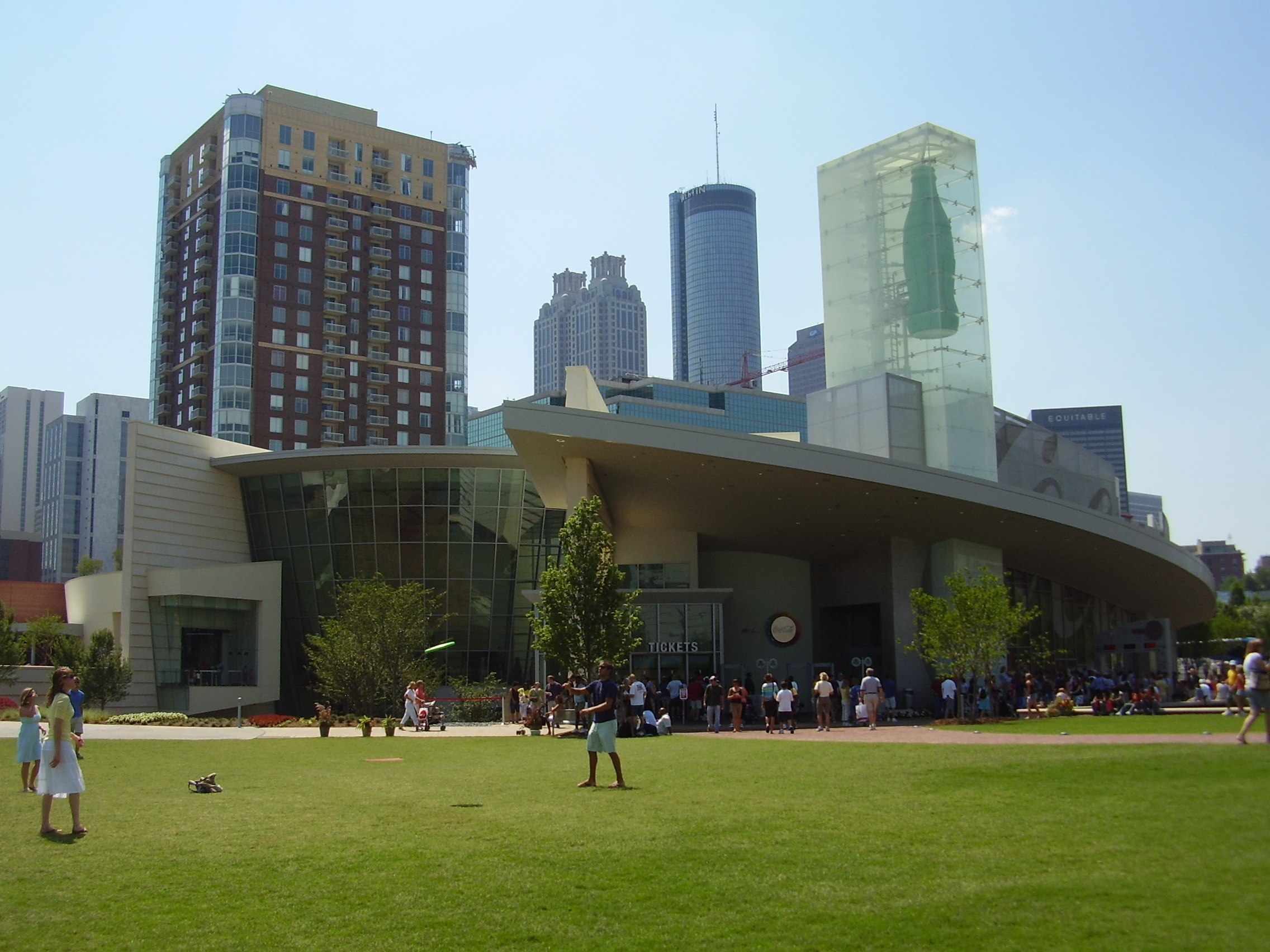
El museo World of Coca-Cola fue reabierto en su nueva ubicación junto al Acuario de Georgia el 26 de mayo de 2007.

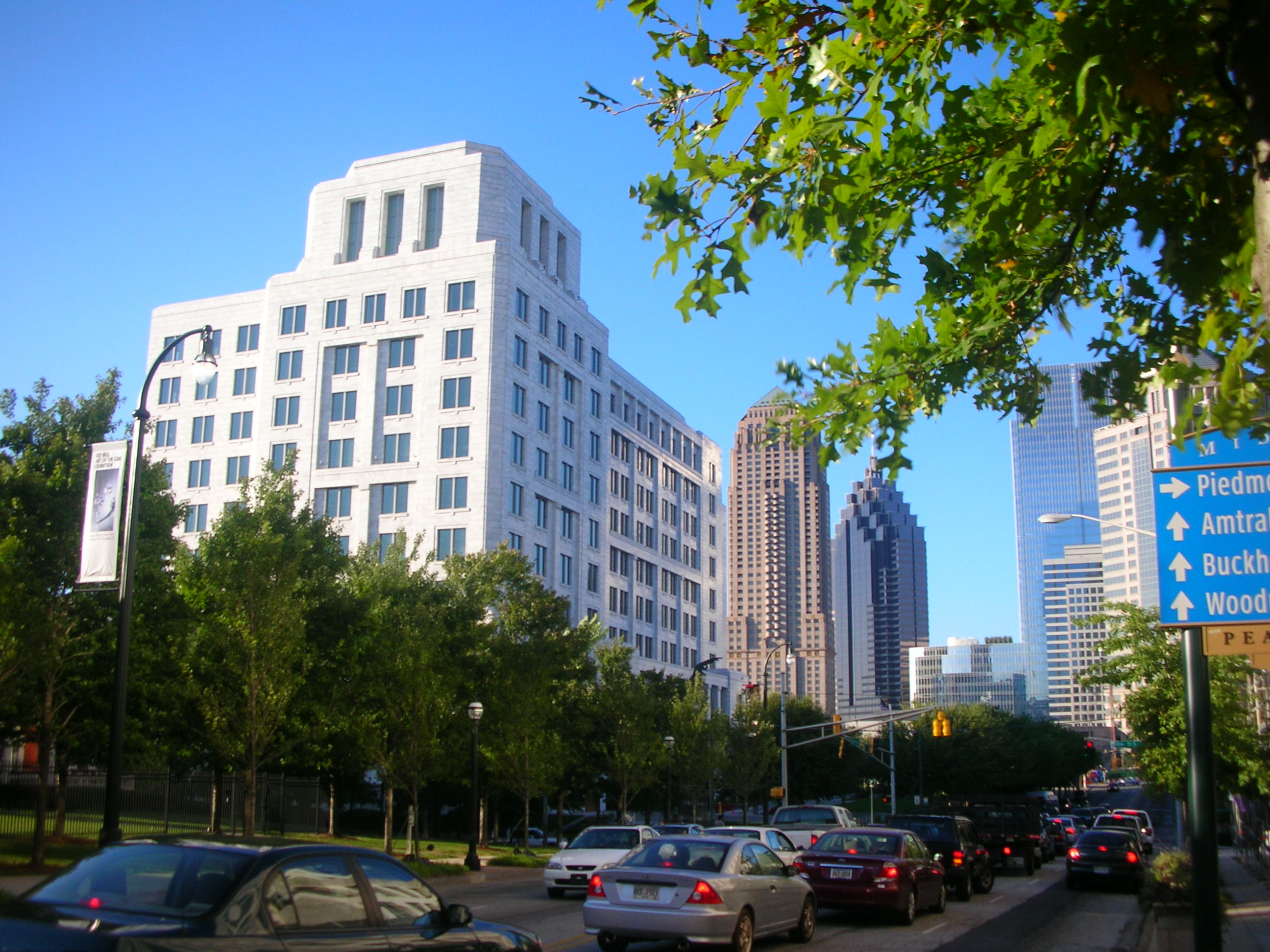
El Banco de la Reserva Federal de Atlanta en Midtown Atlanta.

Atlanta es una de las ocho ciudades estadounidenses clasificadas como "ciudad mundial beta" tras un estudio realizado por la Universidad de Loughborough en 2008 y quedó situada en tercera posición de una lista que reunía a las ciudades con mayor número de empresas Fortune 500 dentro de los límites de sus ciudades, solo por detrás de Nueva York y Houston. Numerosas empresas nacionales e internacionales tienen sus oficinas principales en Atlanta o en sus suburbios cercanos, incluidas tres compañías Fortune 100: The Coca-Cola Company, The Home Depot y United Parcel Service en la adyacente Sandy Springs. 

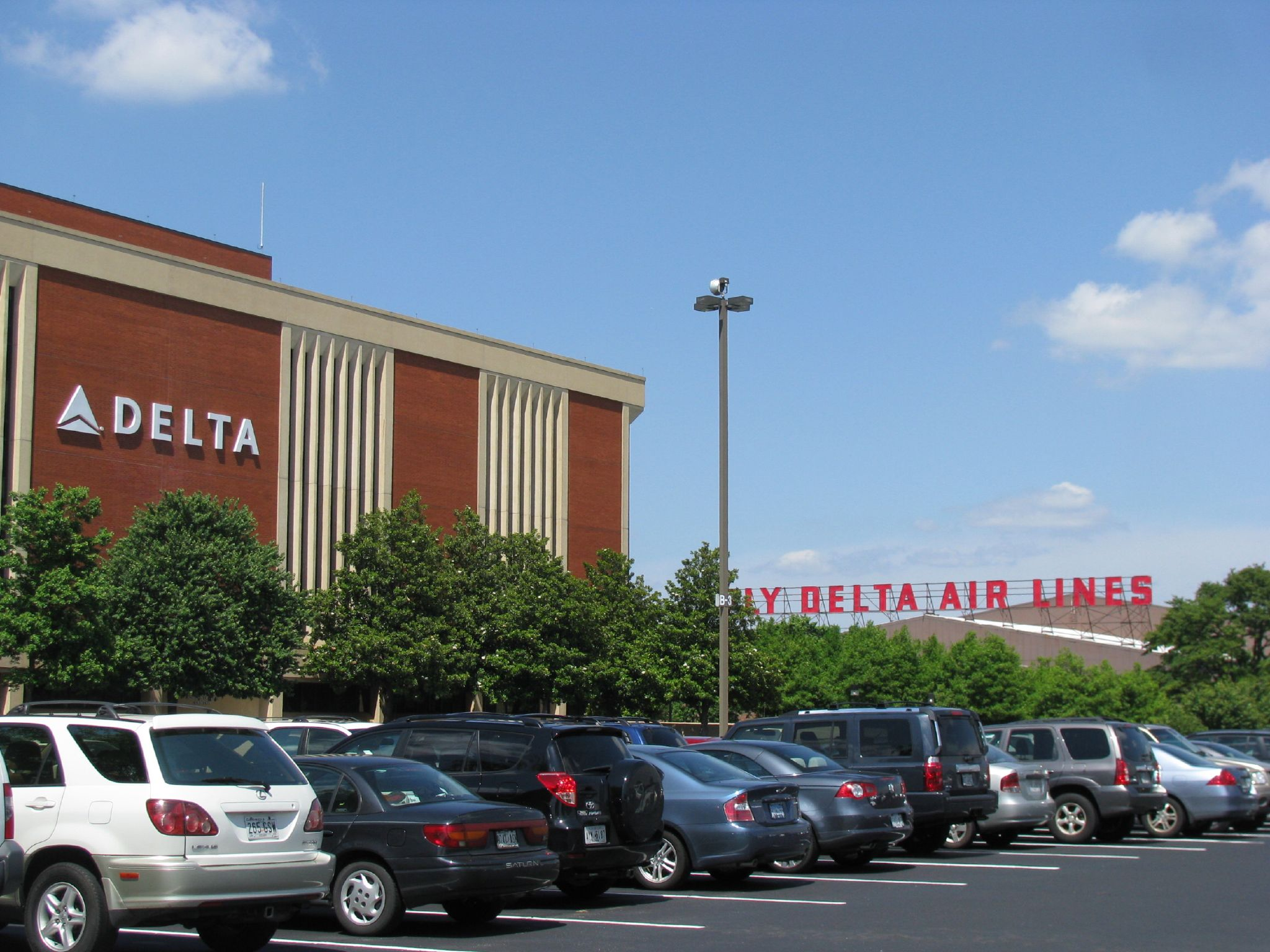
Oficinas centrales de Delta Air Lines.

La sede de AT&T Mobility (conocida en un principio como Cingular Wireless), la segunda compañía de telefonía móvil en los Estados Unidos, está situada cerca de Lenox Square. Newell Rubbermaid es una de las últimas corporaciones en asentarse dentro del área metropolitana de Atlanta; en octubre de 2006 fueron anunciados sus planes de trasladar sus oficinas centrales a Sandy Springs. Hay otras compañías que tienen sus oficinas principales en Atlanta o en su área metropolitana como son Arby's, Chick-fil-A, EarthLink, Equifax, Gentiva Health Services, Georgia-Pacific, Oxford Industries, RaceTrac Petroleum, Southern Company, SunTrust Banks, Mirant y Waffle House. A comienzos de junio de 2009, NCR Corporation anunció que trasladaban su sede a Duluth, Georgia. Alrededor del 75 % de las compañías de Fortune 1000 tienen presencia en la zona de Atlanta y la región cuenta con sedes de 1250 empresas multinacionales. En 2006 el área metropolitana de Atlanta se situaba en décima posición de las ciudades más importantes en cuanto a alta tecnología en los Estados Unidos, ya que contaba con 126 700 empleos de este tipo.

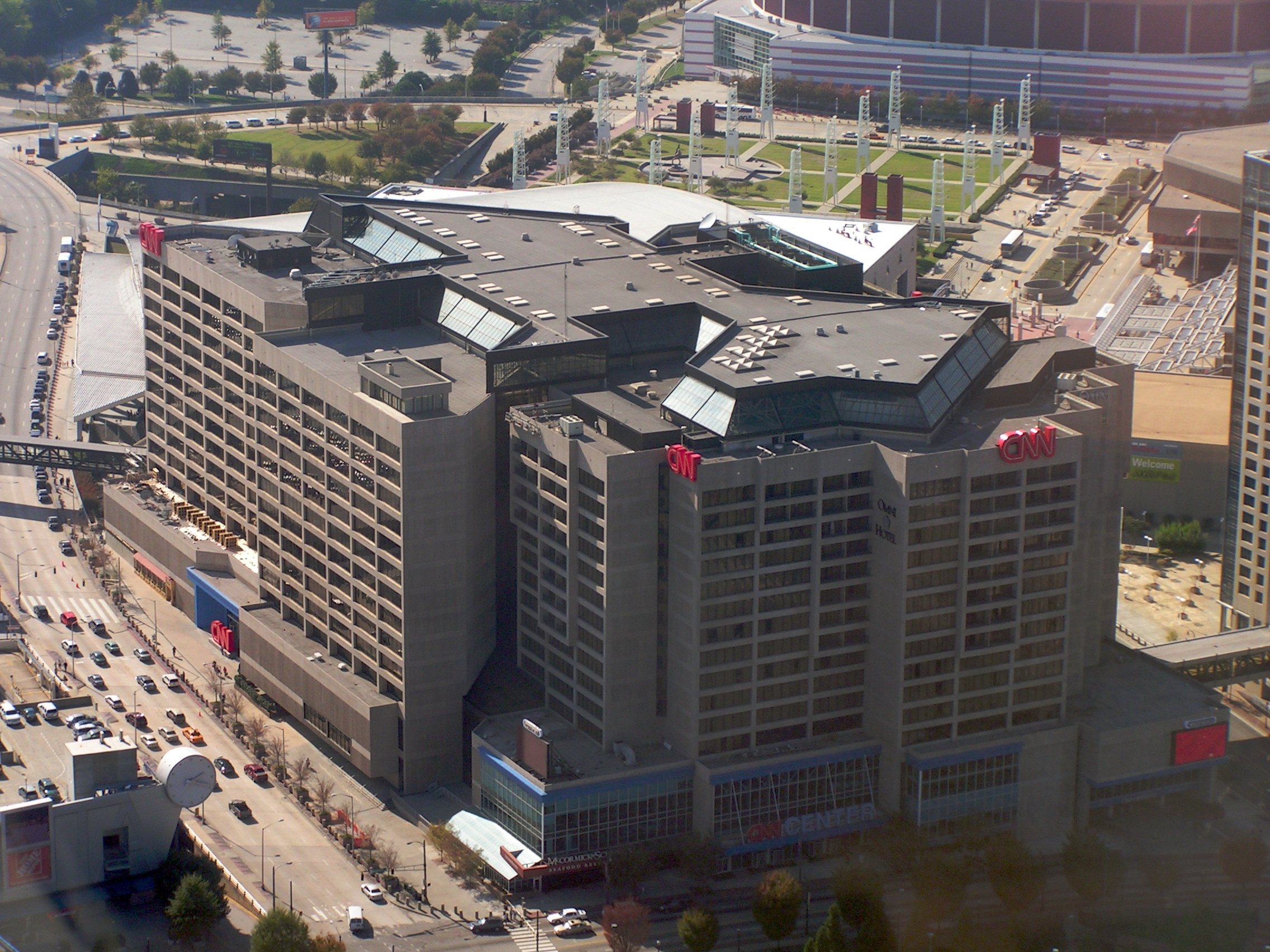
CNN Center.

Delta Air Lines es la empresa que más empleo genera en la ciudad y la tercera del área metropolitana. Delta opera en uno de los centros aéreos más importantes del mundo como es el Aeropuerto Internacional Hartsfield-Jackson y, junto a Southwest Airlines (anteriormente y a partir de 1996: AirTran Airways), ha ayudado a hacer de este aeropuerto el más transitado del mundo, tanto en términos de volumen de pasajeros como en operaciones aéreas. Desde su construcción en los años 1950, el aeropuerto ha ejercido de pieza clave en el crecimiento económico de Atlanta.
Atlanta tiene un considerable sector financiero. SunTrust Banks, el séptimo mayor banco por posesiones de activos en los Estados Unidos, tiene su oficina central en Peachtree Street, en el centro. El Sistema de Reserva Federal tiene su sede de distrito en Atlanta, mientras que el Banco de la Reserva Federal de Atlanta, que administra buena parte del Deep South, se trasladó al Midtown en 2001. Wachovia anunció en agosto de 2006 sus planes de asentar su nueva división de tarjetas de crédito en Atlanta, mientras que los líderes municipales y estatales albergan grandes esperanzas de que Atlanta pueda ser sede del secretariado de la futura Área de Libre Comercio de las Américas.
La ciudad también acoge a un notable sector biotecnológico, por el que obtuvo diversos reconocimientos en eventos como la Convención Internacional de Biotecnología.
El sector automovilístico ha sufrido especialmente durante la crisis económica en Atlanta, concretamente con el cierre de la planta Doraville Assembly de General Motors en 2008 y la de Atlanta Assembly, de Ford, en Hapeville en 2006. Sin embargo, Kia ha abierto una nueva planta cerca de West Point, Georgia.
La ciudad es un importante centro de programación de televisión por cable. Ted Turner comenzó a edificar su imperio de medios de comunicación con la Turner Broadcasting System en Atlanta, donde adquirió una estación UHF que se convirtió finalmente en WTBS. Turner estableció las oficinas centrales de Cable News Network en el CNN Center, junto a lo que hoy es el Centennial Olympic Park. A medida que la compañía se expandía, sus otros canales —Cartoon Network, Boomerang, TNT, Turner South, Turner Classic Movies, CNN International, CNN en Español, HLN y CNN Airport Network— asentaron, también, sus operaciones en Atlanta (Turner South fue vendida). Turner Broadcasting es una filial de Time Warner. El Weather Channel, adquirido tras un consorcio con NBC Universal, Blackstone Group y Bain Capital, tiene sus oficinas cerca de Marietta.
Cox Enterprises, una compañía privada controlada por James C. Kennedy, su hermana Blair Parry-Okeden y su tía Anne Cox Chambers, tiene participaciones importantes en los medios de comunicación de Atlanta y fuera de la ciudad, y sus oficinas están en Sandy Springs. Su filial Cox Communications, con sede en el Condado de DeKalb, es el tercer mayor proveedor de televisión por cable en los Estados Unidos. La compañía publica alrededor de una docena de periódicos en Estados Unidos, entre los que se incluyen The Atlanta Journal-Constitution. WSB, la estación abanderada de Cox Media Group, fue la primera emisora AM en el sur del país.

## Cultura

### Entretenimiento y artes escénicas

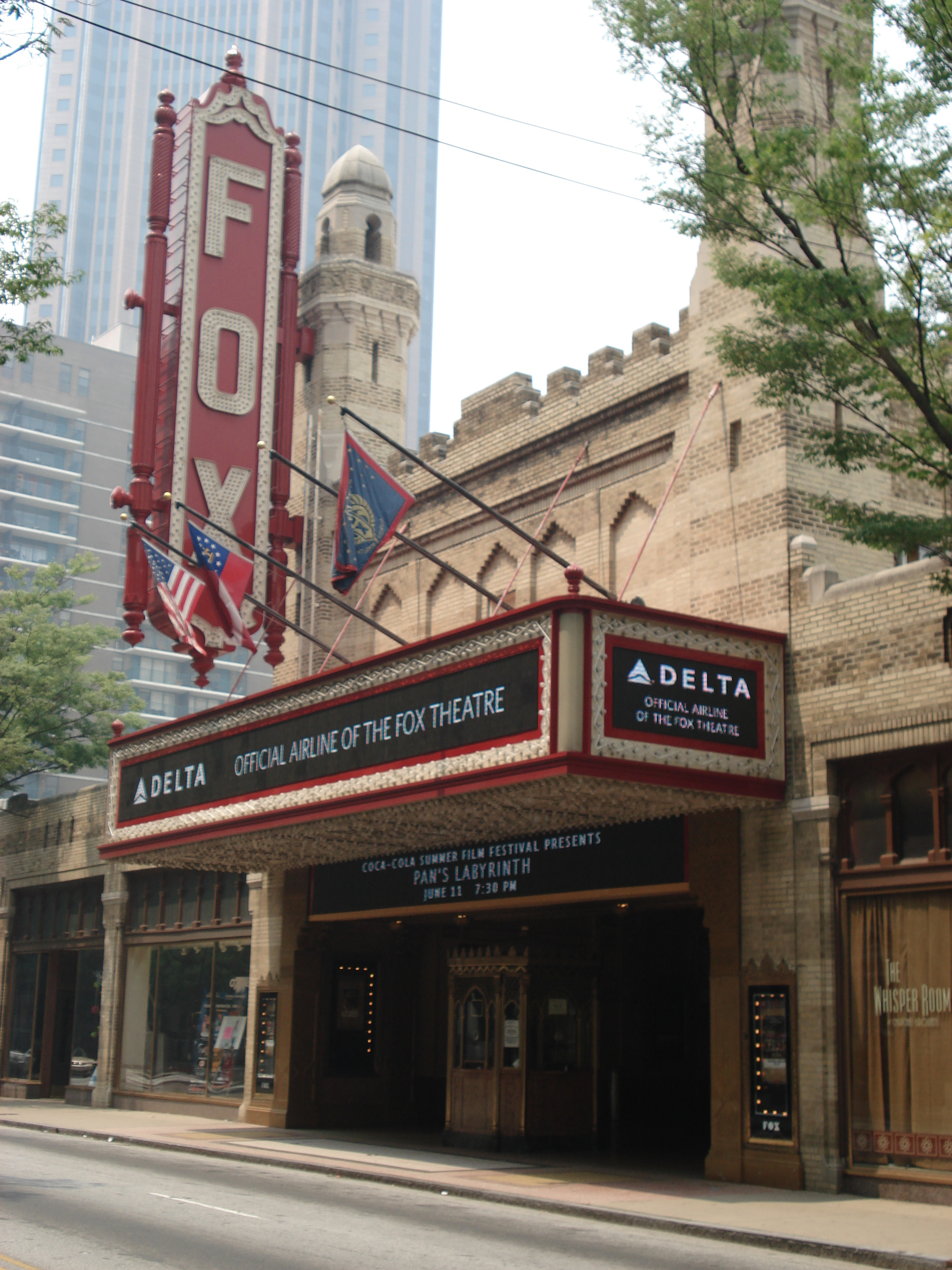
El Teatro Fox.

Atlanta tiene una próspera industria musical y es ciudad de origen de numerosos cantantes y bandas de rock y pop como The Black Crowes, la banda de metal alternativo Sevendust, la banda de sludge metal Mastodon, la banda de ska/punk Treephort, las bandas de rock Swimming Pool Q's, Uncle Green (también conocida como 3 Lb. Thrill), Light Pupil Dilate, Big Fish Ensemble, Collective Soul y Third Day, las bandas de folk-pop Indigo Girls, Butch Walker, y el músico de pop-rock-blues John Mayer (aunque nacido en Connecticut). Mayer, al igual que India.Arie y Shawn Mullins, ha actuado en el Eddie's Attic, un club independiente en el barrio de Decatur. La banda de electrónica y rock instrumental Sound Tribe Sector 9 es también de Atlanta.
La ciudad también es conocida por sus escenarios de música en vivo. A principios de los años 1980, Atlanta contó con bandas de new wave como The Brains y The Producers, estrechamente ligadas a la new wave en Athens y otras ciudades universitarias en el sureste. Históricamente ha habido una variedad de tradiciones de música en vivo que se remonta al pionero de la música country Fiddlin' John Carson. El programa de televisión Video Concert Hall, precursor de la MTV, fue fundado en Atlanta. Atlanta albergó varios eventos anuales que incluyen música en vivo: el Jazz Festival, el Music Midtown, el Montreux Festival, el festival de cine gay Out on Film, el Gay Pride Festival, On the Bricks, el Dogwood Festival, y el National Black Arts Festival, entre otros.

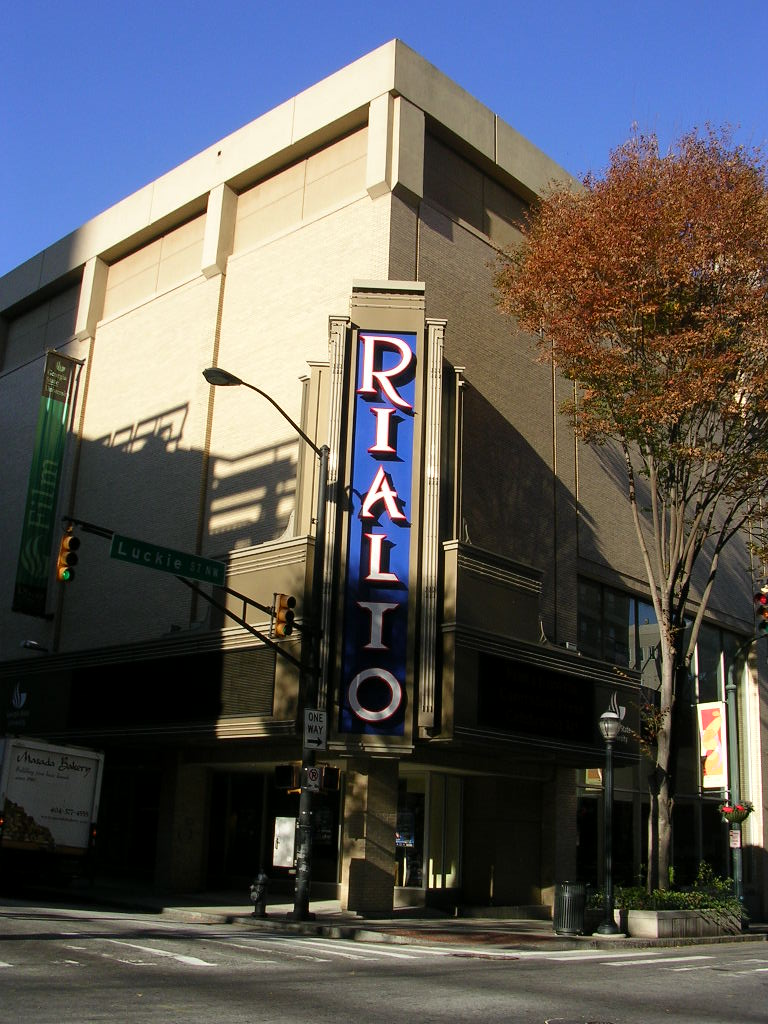
El Rialto Center en la calle 80 Forsyth.

Atlanta es el origen y lugar de nacimiento de varios cantantes de R&B y raperos. El grupo Arrested Development, ganador de dos Premios Grammy en 1993, y el sencillo de Jermaine Dupri y Ludacris "Welcome to Atlanta" en 2001, declaran a Atlanta la "nueva Motown", en alusión a la ciudad de Detroit, que fue conocida por sus contribuciones a la música popular. El género Dirty South surgió en parte gracias a artistas de Atlanta como los grupos Outkast y Goodie Mob. Más recientemente, el rapero y productor Lil Jon impuso un estilo conocido como crunk.
Los productores L.A. Reid y Babyface fundaron LaFace Records en Atlanta a finales de los años 1980. El sello ha contado con artistas multiplatinos como Toni Braxton, TLC, OutKast, Goodie Mob, Monica, Usher y Ciara, muchos de los cuales son nativos de Atlanta. La ciudad también es la sede de So So Def Records, un sello fundado por Jermaine Dupri a mediados de los años 1990 y que cuenta con artistas como Da Brat, Jagged Edge, Xscape y Dem Franchize Boyz. De Atlanta también son los raperos multiplatinos Ludacris y T.I., al igual otros como Young Jeezy, Bubba Sparxxx, B.o.B., Lil Scrappy, Yung Joc, Gucci Mane y Unk. Kanye West nació en Atlanta, aunque creció en Chicago. Artistas como Keyshia Cole, Bow Wow, B5, Phife Dawg, T-Pain, Brian Littrell, de los Backstreet Boys, y Elton John se trasladaron a la ciudad y la convirtieron en su hogar.
Corndogorama es un festival musical anual, fundado en 1996 por Dave Railey, que cuenta con actuaciones de bandas locales y grupos de indie rock, hip-hop, metal y música electrónica.
La escena de música clásica de Atlanta incluye la Orquesta Sinfónica de Atlanta, la Ópera de Atlanta, el Ballet de Atlanta, la orquesta New Trinity Baroque y el Atlanta Boy Choir, entre otros. Los artistas más conocidos de música clásica son Robert Shaw y Robert Spano.
Atlanta cuenta con más de cien compañías de teatro, danza y cine. Actor's Express, Dad's Garage, Screen on the Green, Atlanta Dance Theater, Lionheart Theater Company, Atlanta Film Festival 365, Ballethnic Dance Company, Center for Puppetry Arts, IKAM Productions, PushPush Theater Company, Atlanta Jewish Film Festival, y muchos otros, ofrecen una gran variedad de opciones de entretenimiento. Los teatros y lugares de entretenimiento más destacados son el Teatro Fox, el Teatro Rialto, el centro cívico de Atlanta, el Tabernacle, el Teatro Alliance, el 7 Stages, el 14th Street Playhouse, el Ferst Center for the Arts, el Anfiteatro Chastain, el Variety Playhouse, el Callanwolde y la Shakespeare Tavern, entre otros.

### Turismo

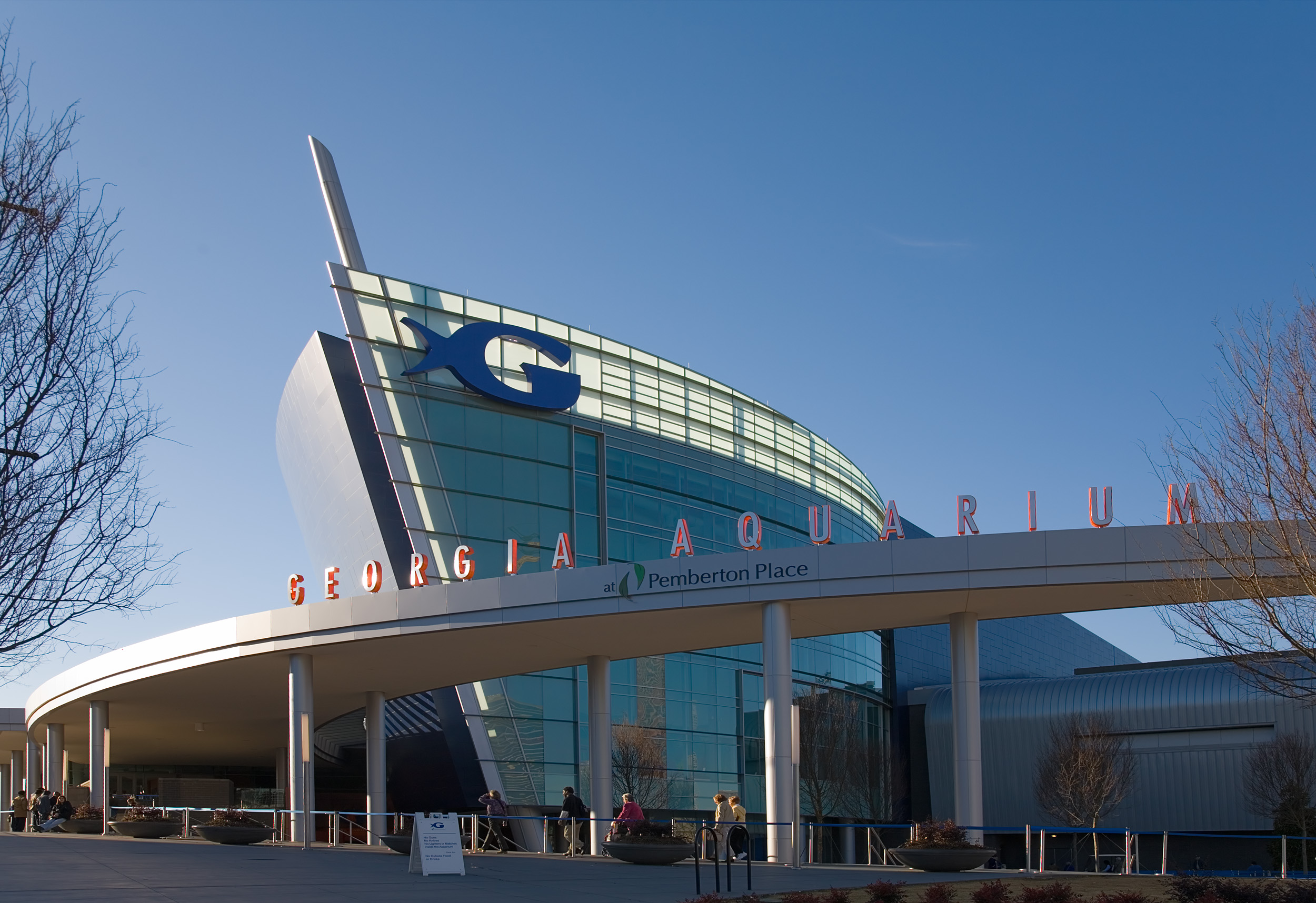
El Acuario de Georgia.

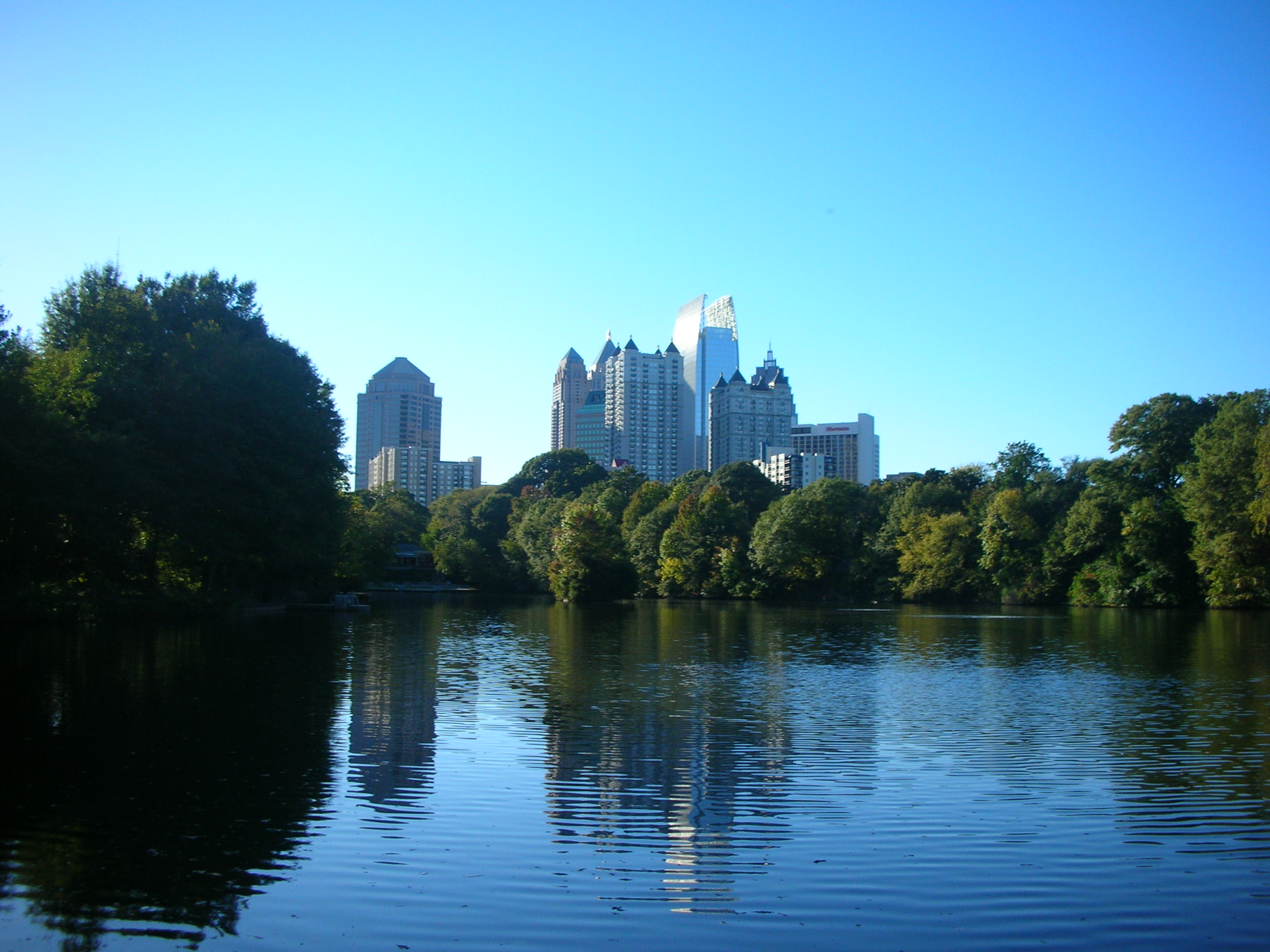
El Piedmont Park es el parque más grande la ciudad.

Atlanta es la 13.ª ciudad del país que más turistas extranjeros atrae, con más de 478 000 visitantes de otros países en 2007. Ese mismo año (según Forbes), se estimó que Atlanta atrajo a 37 millones de visitantes. La ciudad cuenta con el acuario interior más grande del mundo, el Acuario de Georgia, que oficialmente abrió al público el 23 de noviembre de 2005. El nuevo World of Coca-Cola abrió junto al acuario en mayo de 2007, e incluye la historia de la famosa marca de bebida y ofrece a los visitantes la oportunidad de probar diferentes productos de Coca-Cola de todo el mundo. El Underground Atlanta, un centro de compras y entretenimiento ubicado bajos las calles del centro de Atlanta. Atlantic Station, un nuevo proyecto de renovación urbana en el lado noroeste de Midtown Atlanta, abrió en octubre de 2005.
Atlanta cuenta con una gran variedad de museos de temas como historia, bellas artes, historia natural y bebidas. Entre ellos se incluyen el Atlanta History Center, el Centro Carter, el Martin Luther King, Jr., National Historic Site, el Atlanta Cyclorama and Civil War Museum, Rhodes Hall, el Margaret Mitchell House & Museum, y los museos para niños Fernbank Science Center e Imagine It! Children's Museum of Atlanta.
El Piedmont Park alberga muchos de los festivales y eventos culturales de Atlanta, incluyendo el anual Atlanta Dogwood Festival y el Atlanta Pride. El jardín botánico de Atlanta se encuentra junto al parque. El Zoo Atlanta, en Grant Park, cuenta con una exhibición de pandas. Justo al este de la ciudad se encuentra la Montaña Stone, el trozo de granito más grande del mundo.
Durante el fin de semana del Día del Trabajo cada año, Atlanta alberga la popular convención Dragon*Con. El evento atrae a 30 000 visitantes anualmente. El mes de agosto está dedicado al cine cuando Atlanta acoge la celebración de cine independiente conocido como Independent Film Month, y en octubre la zona de Midtown Atlanta alberga el popular festival de cine gay Out on Film.

### Religión
Hay más de mil lugares de culto en la ciudad de Atlanta. Los protestantes están bien representados en Atlanta, siendo históricamente la ciudad un centro importante para las denominaciones tradicionales del Sur como la Convención Bautista del Sur, la Iglesia metodista unida y la Iglesia presbiteriana. Existe un gran número de "mega iglesias" en la zona, especialmente en las zonas suburbanas.
Atlanta contiene una gran población católica que pasó de 292 300 miembros en 1998 a 750 000 en 2008, un incremento del 156 %. Cerca del 10 % de los residentes del área metropolitana de Atlanta son católicos. Con las ochenta y cuatro parroquias de la arquidiócesis de Atlanta, Atlanta sirve como la sede metropolitana de la provincia de Atlanta. La catedral archidiocesana es la Catedral de Cristo Rey de Atlanta y el actual arzobispo es Wilton D. Gregory. También en la zona metropolitana se encuentran varias parroquias orientales católicas.
La ciudad cuenta con la Catedral Griego Ortodoxa de la Anunciación, la sede de la Metrópoli de Atlanta y su obispo, Alexios. Otras jurisdicciones cristiano ortodoxas representadas por parroquias en la zona de Atlanta son la Iglesia ortodoxa de Antioquía, la Iglesia ortodoxa rusa, la Iglesia ortodoxa rumana, la Iglesia ortodoxa ucraniana, la Iglesia ortodoxa serbia y la Iglesia ortodoxa en América.

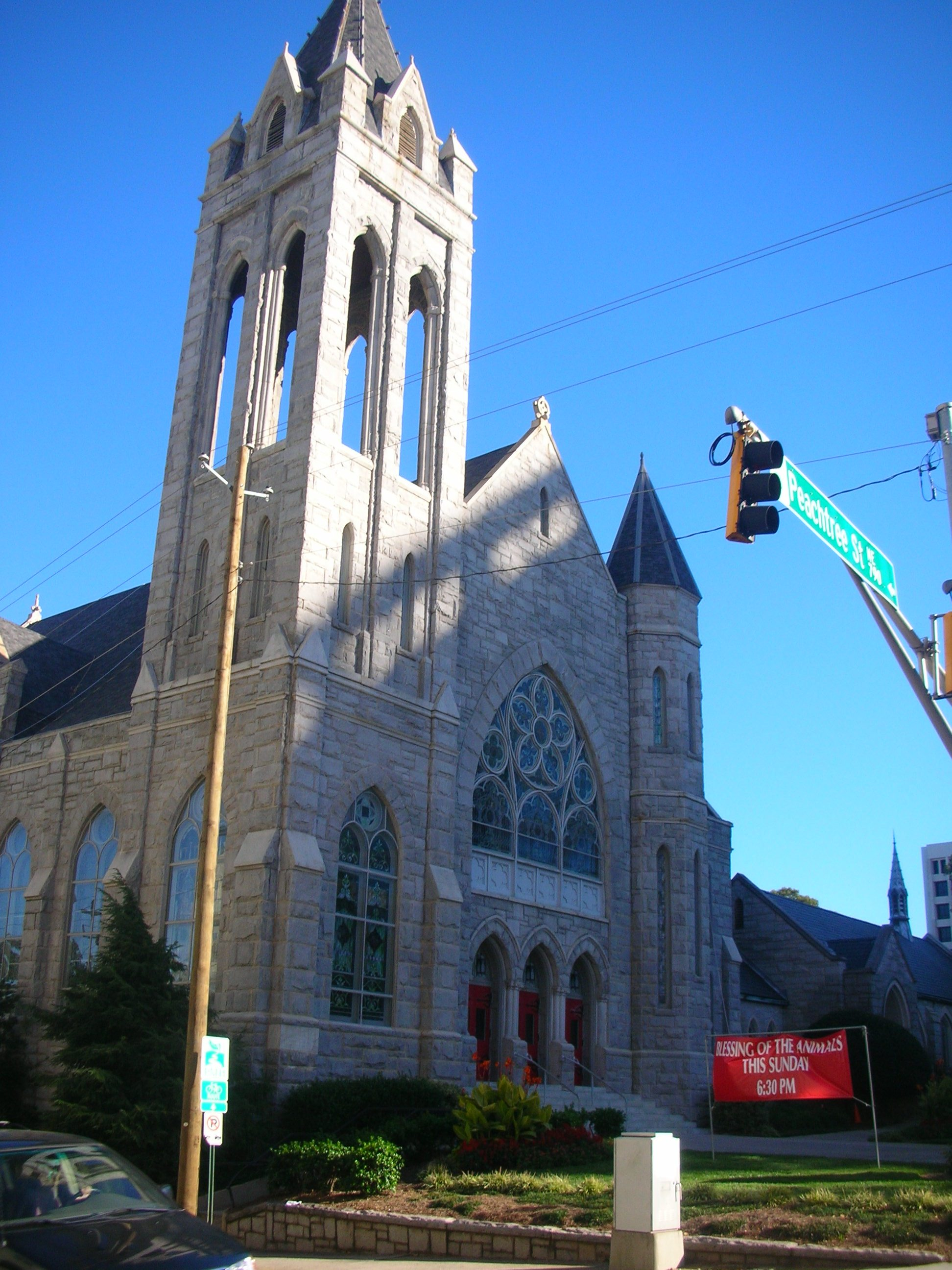
La Iglesia metodista unida San Marcos.

Atlanta es la sede de la diócesis Episcopal de Atlanta, que incluye todo el norte de Georgia, gran parte del centro de Georgia y el valle del río Chattahoochee de Georgia occidental. Esta diócesis tiene su sede en la Catedral de San Filipe en Buckhead y está dirigida por el Ilustrísimo Obispo J. Neil Alexander.
Atlanta sirve como sede de varios organismos eclesiásticos regionales. El Sínodo Sureste de la Iglesia evangélica luterana en América tiene oficinas en el centro de Atlanta. El área metropolitana de la ciudad cuenta con ocho congregaciones de la Iglesia Unida de Cristo, una de los cuales, la Primera Congregación en el barrio de Sweet Auburn, se caracteriza por ser la iglesia con la que el exalcalde Andrew Young está afiliado.
Denominaciones tradicionales afroamericanas como la Convención Nacional Bautista y la Iglesia Episcopal Metodista Africana están ampliamente representadas en la zona. Estas iglesias tienen varios seminarios que forman el complejo Centro Teológico Interdenominacional en el Centro Universitario de Atlanta. Las oficinas centrales del Ejército de Salvación del Territorio del Sur de los Estados Unidos están localizadas en Atlanta. Cuenta con ocho iglesias, numerosos centros de servicios sociales y clubes juveniles ubicados en toda el área de Atlanta.
La ciudad cuenta con un templo de la Iglesia de Jesucristo de los Santos de los Últimos Días ubicado en el suburbio de Sandy Springs. La BAPS Shri Swaminarayan Mandir Atlanta, en la cercana localidad de Lilburn, es actualmente el mayor templo hindú en el mundo fuera de la India. Es uno de los aproximadamente quince templos hindúes en el área metropolitana de Atlanta, junto con otros siete templos hindúes en Georgia. También hay unos 75 000 musulmanes en la zona y aproximadamente treinta y cinco mezquitas. La mayor mezquita, Al Farooq Masjid de Atlanta, está localizada en la calle 14.
El área metropolitana de Atlanta es también el hogar de una comunidad judía que incluye 120 000 miembros en 61 300 hogares. Este estudio sitúa a la población judía de Atlanta como la undécima mayor en los Estados Unidos, por encima del decimoséptimo puesto de 1996. Atlanta también tiene un número considerable de congregaciones étnicas cristianas como las iglesias coreanas bautistas, metodistas y presbiterianas, la Tamil Church Atlanta, la Iglesia telugú, la Iglesia hindi, la Iglesia malayalam, etíopes, chinos, y otros grupos étnicos religiosos tradicionales.

### Medios de comunicación
El área metropolitana de Atlanta cuenta con numerosos canales de televisión local y es el octavo mayor mercado de medios de comunicación en los Estados Unidos con 2 310 490 hogares (el 2 % del total del país). También existen varias emisoras locales de radio de géneros variados como deportes y música.
Cox Enterprises, una empresa privada controlada por Anne Cox Chambers, tiene participaciones de medios de comunicación en Atlanta, entre otros lugares. Su división de Cox Communications es el tercer mayor proveedor de servicios de televisión por cable del país; la empresa también publica más de una docena de periódicos diarios en los Estados Unidos, como The Atlanta Journal-Constitution. WSB AM, la estación principal de Cox Radio, fue la primera estación de radiodifusión en el Sur de Estados Unidos.
Las principales canales de televisión en Atlanta son WSB-TV (Channel 2.1, también conocido como "Atlanta 2"), afiliado a la ABC y el primer canal de televisión de la ciudad, WAGA-TV (Channel 5.1), WXIA-TV (Channel 11.1, también conocido como "11 Alive"), WATL-TV (Channel 36.1, conocido como The ATL), WGCL-TV (Channel 46.1) y WUPA (Channel 69.1). El mercado también cuenta con dos estaciones miembro a la PBS: WGTV (Channel 8.1) y WABE (Channel 30.1).
Atlanta es la sede del primer supercanal de televisión por cable del país, conocido primeramente como WTCG (Channel 17), más tarde como WTBS en 1979 y actualmente con el nombre de WPCH-TV (también conocido como "Peachtree TV") en 2007.
El mercado de radio de Atlanta es el séptimo mayor del país según Arbitron, y cuenta con más de 40 emisoras, entre las que destacan WSB-AM (750), WCNN-AM (680), WQXI-AM (790), WGST-AM (640), WVEE-FM (103.3), WSB-FM (98.5), WWWQ-FM (99.7) y WBTS-FM (95.5).

## Deportes

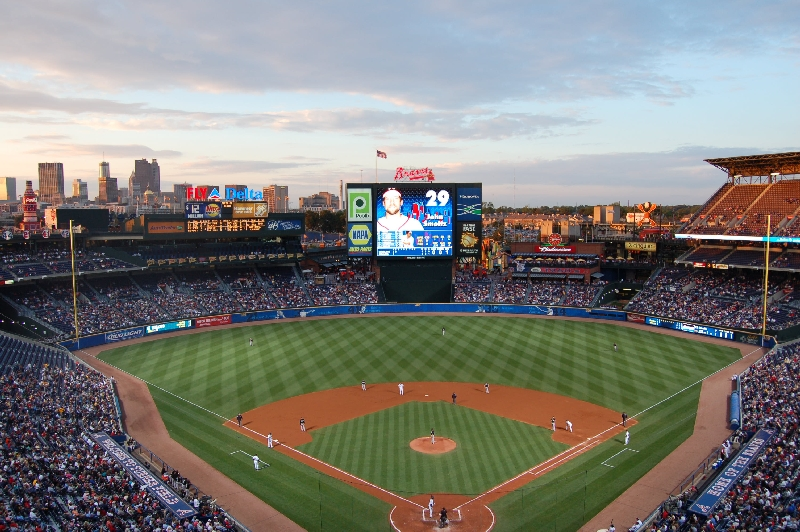
El Turner Field, el estadio de los Atlanta Braves.

Atlanta es la sede de varias franquicias de deportes profesionales, incluyendo equipos de las cuatro grandes ligas de los Estados Unidos. Los Atlanta Braves de las Grandes Ligas de Béisbol (MLB) y los Atlanta Falcons de la National Football League (NFL), juegan en la ciudad desde 1966. Los Braves fueron fundados en 1871 con el nombre de Boston Red Stockings, y es la franquicia profesional más antigua en los Estados Unidos. Los Braves ganaron la Serie Mundial en 1995, y lograron 14 títulos de división consecutivos 1991 hasta 2005. 
Los Atlanta Falcons son un equipo de fútbol americano con sede en Atlanta desde 1966. El equipo juega en el Mercedes-Benz Stadium y han ganado el título de división en tres ocasiones (1980, 1998, 2004) y dos campeonatos de la conferencia, siendo subcampeones en la Super Bowl XXXIII en 1999 y Super Bowl LI en 2017. Atlanta acogió la Super Bowl XXVIII en 1994 y la Super Bowl XXXIV en 2000.
Los Atlanta Hawks de la National Basketball Association (NBA) juegan en la ciudad desde 1968. La historia del equipo se remonta a 1946, cuando eran conocidos como Tri-Cities Blackhawks, jugando en el zona ahora conocida como Quad Cities (Moline y Rock Island, Illinois, y Davenport, Iowa). Posteriormente el equipo se trasladó a Milwaukee en 1951, y a San Luis en 1955, donde ganaron su único campeonato de la NBA con el nombre de San Luis Hawks. En 1968, el equipo finalmente se trasladó a Atlanta. En octubre de 2007, la Women's National Basketball Association (WNBA) anunció que Atlanta recibiría una franquicia en expansión, comenzando su primera temporada en mayo de 2008, con el nombre de Atlanta Dream y jugando en el State Farm Arena. La franquicia no está afiliada a los Hawks. Atlanta también albergó la Final Four del campeonato masculino de baloncesto de la NCAA por última vez en abril de 2007. 
Desde 1972 hasta 1980, los Atlanta Flames jugaron al hockey sobre hielo en la National Hockey League (NHL). El equipo se trasladó a Calgary, Alberta en 1980, debido a las dificultades financieras de su propietario, y se convirtió en los Calgary Flames. El 25 de junio de 1997, Atlanta fue galardonado con una franquicia en expansión de la NHL, y los Atlanta Thrashers se convirtieron en el nuevo equipo de hockey sobre hielo de la ciudad. Los Thrashers jugaron en el State Farm Arena. El equipo empezó a jugar el 18 de septiembre de 1999, perdiendo ante los New York Rangers por 3-2 en tiempo suplementario en un partido de pretemporada. La primera victoria de los Thrashers en casa llegó el 26 de octubre de 1999, derrotando a los Calgary Flames. En mayo del 2011 se anunció eltraslado de los Trashers a Winnipeg reviviendo la franquicia Winnipeg Jets.

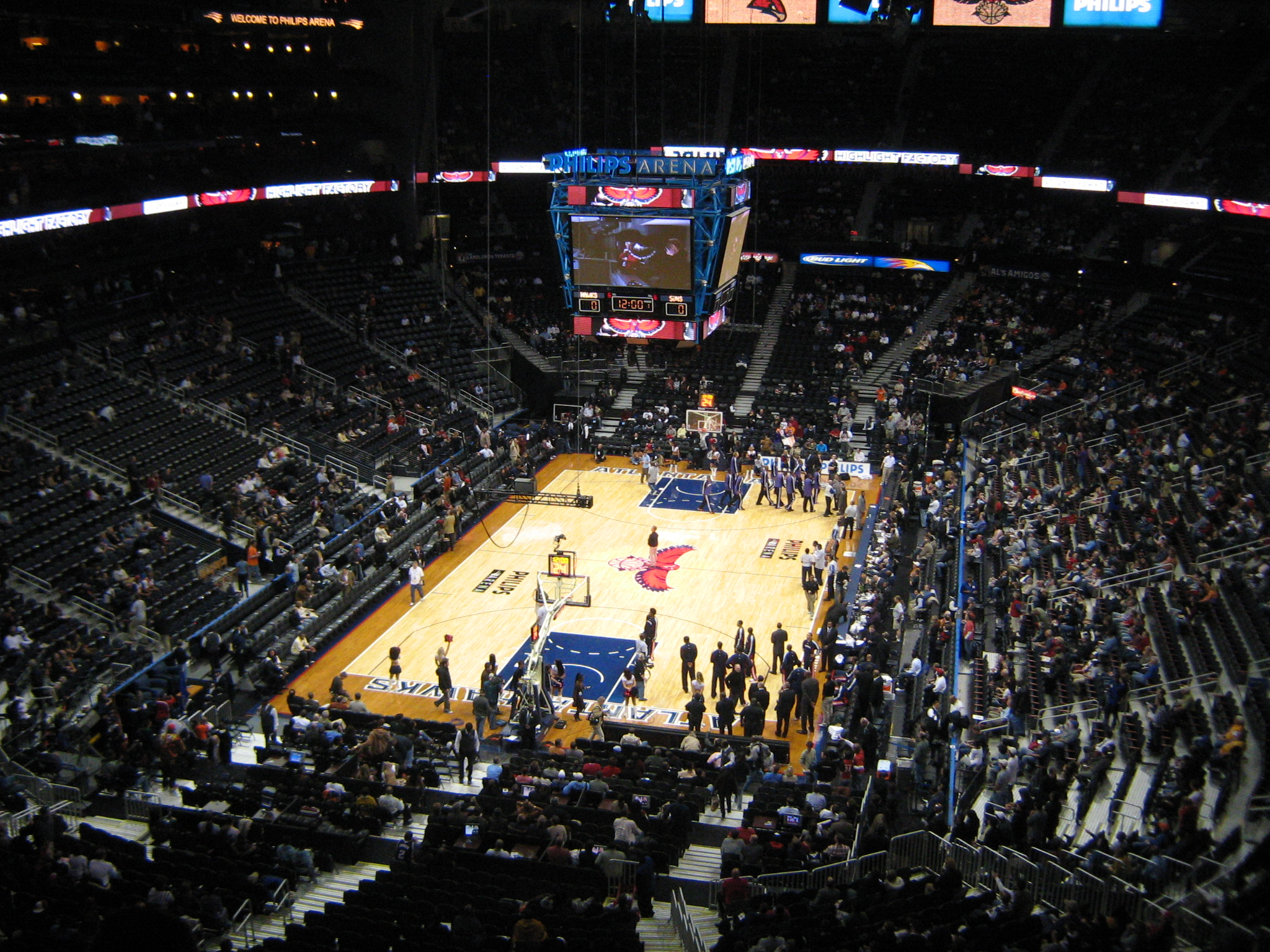
El State Farm Arena en un partido de los Atlanta Hawks.

Atlanta fue, y actualmente es, la sede del equipo de fútbol femenino Atlanta Beat. Los originales Atlanta Beat de la Women's United Soccer Association (WUSA, 2001–2003) fueron el único equipo en llegar a los playoffs en cada una de tres temporadas de la liga. Los nuevo Atlanta Beat compiten en la Women's Professional Soccer (WPS). Atlanta fue también sede de los Atlanta Silverbacks de la United Soccer Leagues First Division (masculino) y W-League (femenino). En 2007, los Silverbacks completaron su mejor temporada al llegar hasta las Finales de la USL contra los Seattle Sounders. Desde 2017, la ciudad acoge al Atlanta United, equipo en expansión en la Major League Soccer. Logrando el título de la MLS en 2018. Los Atlanta Chiefs ganaron el campeonato de la ahora extinta North American Soccer League en 1968. 
En la ciudad se encuentra la sede de un equipo profesional de ciclismo, el Team Type 1-Sanofi, que compite en la categoría Profesional Continental de la UCI, y que trabaja directamente inspirando confianza y esperanza a todos aquellos ciclistas que sufran de diabetes, ayudándoles a cumplir su sueño. De hecho, algunos de los integrantes de la plantilla profesional del equipo padecen diabetes mellitus tipo 1.
En golf, el último evento de la temporada del PGA Tour, The Tour Championship, se juega anualmente en el East Lake Golf Club. Este campo de golf se utiliza debido a su conexión con el gran jugador de golf amateur Bobby Jones, un nativo de Atlanta. 
Atlanta tiene una gran tradición en el atletismo colegial. Los Georgia Tech Yellow Jackets participan en 17 deportes intercolegiales, incluyendo el fútbol americano y el baloncesto. Los Yellows Jackets compiten en la Atlantic Coast Conference, y juegan sus partidos de local en el Bobby Dodd Stadium. El estadio fue construido en 1913 por estudiantes del Instituto de Tecnología de Georgia. Atlanta también acogió el segundo partido intercolegial de fútbol americano en el sur del país, disputado entre la Universidad de Auburn y la Universidad de Georgia en el Piedmont Park en 1892 (este partido se conoce hoy en día con el nombre de Deep South's Oldest Rivalry). La ciudad acoge Chick-fil-A Bowl, un partido anual de fútbol universitario de la NCAA, y la Peachtree Road Race, la mayor carrera de 10 kilómetros del mundo.
Atlanta fue la ciudad anfitriona de los centenarios Juegos Olímpicos de 1996. El Centennial Olympic Park, construido para los Juegos Olímpicos, está situado junto al CNN Center y el State Farm Arena. 
Atlanta cuenta con dos equipos de fútbol gaélico, Na Fianna Ladies Gaelic Football Club y Clan na Ngael Ladies Gaelic Football Club. Ambos son miembros del North American County Board, una rama de la Gaelic Athletic Association.

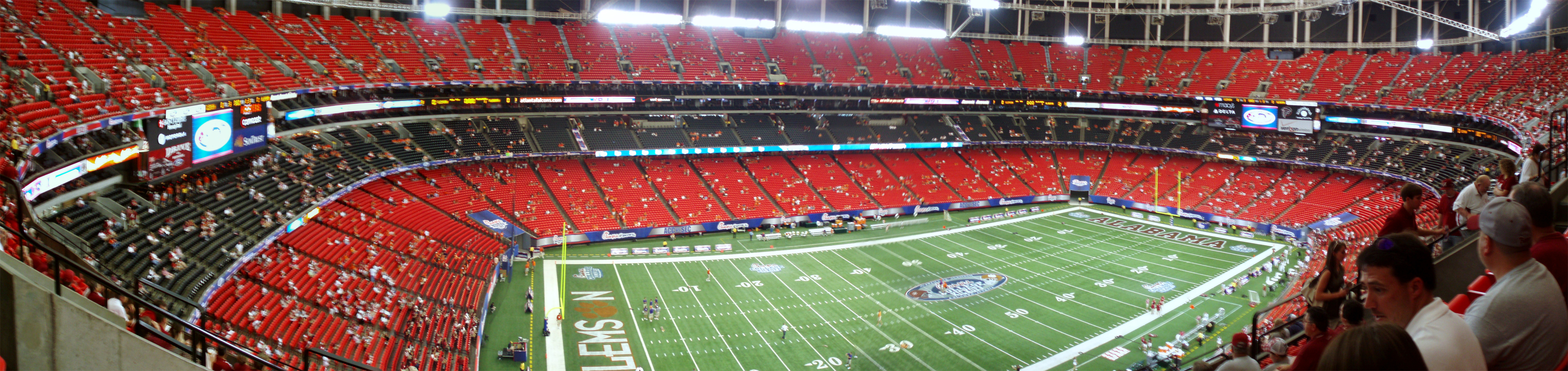
Interior del Georgia Dome en el Chick-fil-A College Kickoff de 2008.

| Equipo                   | Deporte                   | Liga                                                                        | Estadio                                  | Campeonatos de liga/Subcampeonatos                    |
| ------------------------ | ------------------------- | --------------------------------------------------------------------------- | ---------------------------------------- | ----------------------------------------------------- |
| Atlanta Falcons          | Fútbol americano          | National Football League                                                    | Mercedes-Benz Stadium                    | 0, Super Bowl XXXIII, Super Bowl LI                   |
| Atlanta Braves           | Béisbol                   | Major League Baseball, NL                                                   | SunTrust Park                            | 3 (1914, 1957, 1995), 5(1991, 1992, 1995, 1996, 1999) |
| Atlanta Hawks            | Baloncesto                | National Basketball Association                                             | State Farm Arena                         | 1 (1958), 0                                           |
| Atlanta Dream            | Baloncesto femenino       | Women's National Basketball Association                                     | State Farm Arena                         | 0                                                     |
| Atlanta United           | Fútbol                    | Major League Soccer                                                         | Mercedes-Benz Stadium                    | 1 (2018)                                              |
| Atlanta Silverbacks      | Fútbol                    | USL First Division, Women's W-League                                        | RE/MAX Greater Atlanta Stadium           | 0, 1 (2007)                                           |
| Atlanta Beat (WUSA, WPS) | Fútbol femenino           | Women's United Soccer Association (WUSA), Women's Professional Soccer (WPS) | Bobby Dodd Stadium, Morris Brown College | 0                                                     |
| Atlanta Xplosion         | Fútbol americano femenino | Independent Women's Football League                                         | James R. Halford Stadium                 | 1 (2006), 3 (2005, 2006, 2007)                        |
| Gwinnett Gladiators      | Hockey sobre hielo        | ECHL                                                                        | Arena at Gwinnett Center                 | 0, 1 (2005–2006 Kelly Cup Finals)                     |
| Gwinnett Braves          | Béisbol                   | International League                                                        | Gwinnett Stadium                         | 0                                                     |

| Predecesor: Barcelona | Ciudad Olímpica 1996 | Sucesor: Sídney |

## Educación

### Colegios y universidades

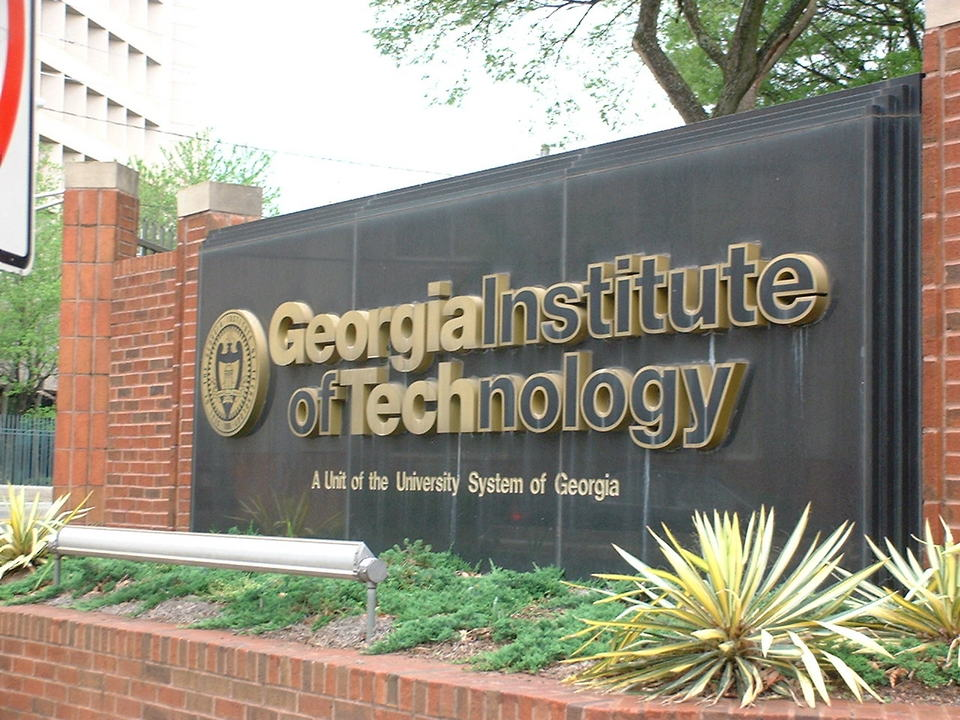
Entrada al Instituto de Tecnología de Georgia.

Atlanta cuenta con más de 30 instituciones de educación superior, incluyendo el Instituto de Tecnología de Georgia, una universidad especializada en la enseñanza de la ingeniería que ha estado colocada entre las 10 mejores universidades públicas del país desde 1999 por U.S. News & World Report, y Georgia State University. En la ciudad también se ubica el Centro Universitario de Atlanta, el mayor consorcio de Escuelas y Universidades históricamente negras (Historically black colleges and universities) en el país (instituciones de educación superior nacidas en los años 60 para atender a la comunidad negra). Entre sus miembros se incluyen la Universidad Clark Atlanta, el Morehouse College, el Spelman College y el Centro Teológico Interdenominacional. Junto a las escuelas del Centro Universitario de Atlanta, pero independientes, está la Escuela de Medicina Morehouse.
En el área metropolitana de la ciudad también se localizan numerosas escuelas y universidades, como la Universidad Emory, una universidad privada de investigación que ha sido incluida entre las 20 mejores escuelas en los Estados Unidos por U.S. News & World Report; la Universidad Oglethorpe, una pequeña escuela de artes liberales nombrada en honor al fundador de Georgia con una facultad posicionada entre las 15 mejores de la nación por Princeton Review; el Agnes Scott College, un colegio femenino; y varias instituciones estatales como la Universidad Estatal de Clayton, el Georgia Perimeter College, la Universidad Estatal de Kennesaw, la Universidad Estatal Politécnica del Sur y la Universidad de Georgia Occidental, además de colegios privados como el Reinhardt College, situado justo al oeste de la ciudad.

### Escuelas de primaria y secundaria
El sistema de escuelas públicas (Atlanta Public Schools) está dirigido por la Junta de Educación de Atlanta. A fecha de 2007, el sistema cuenta con 49 773 estudiantes, con un total de 106 escuelas, incluidas 58 escuelas de primaria, 16 colegios para niños de 12 a 14 años, 20 institutos y 7 escuelas públicas experimentales. El sistema escolar también tiene dos escuelas alternativas para estudiantes de entre 12 y 14 años y de instituto, dos academias de un solo sexo y un centro de aprendizaje para adultos. El sistema escolar posee la emisora de radio WABE-FM 90.1, afiliada al National Public Radio, y el canal de televisión WPBA 30, del PBS (Public Broadcasting Service).

## Transporte

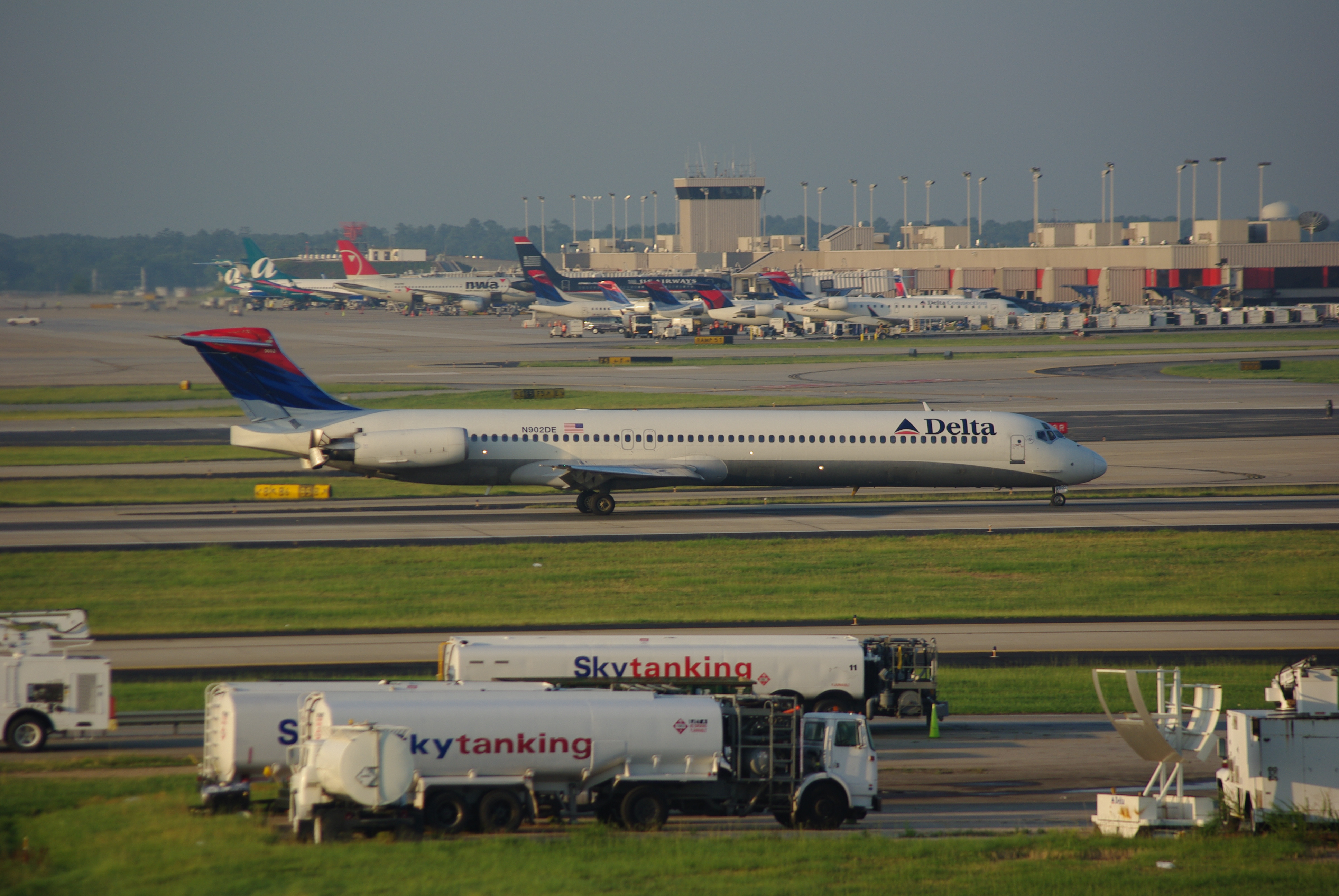
Aeropuerto Internacional Hartsfield-Jackson

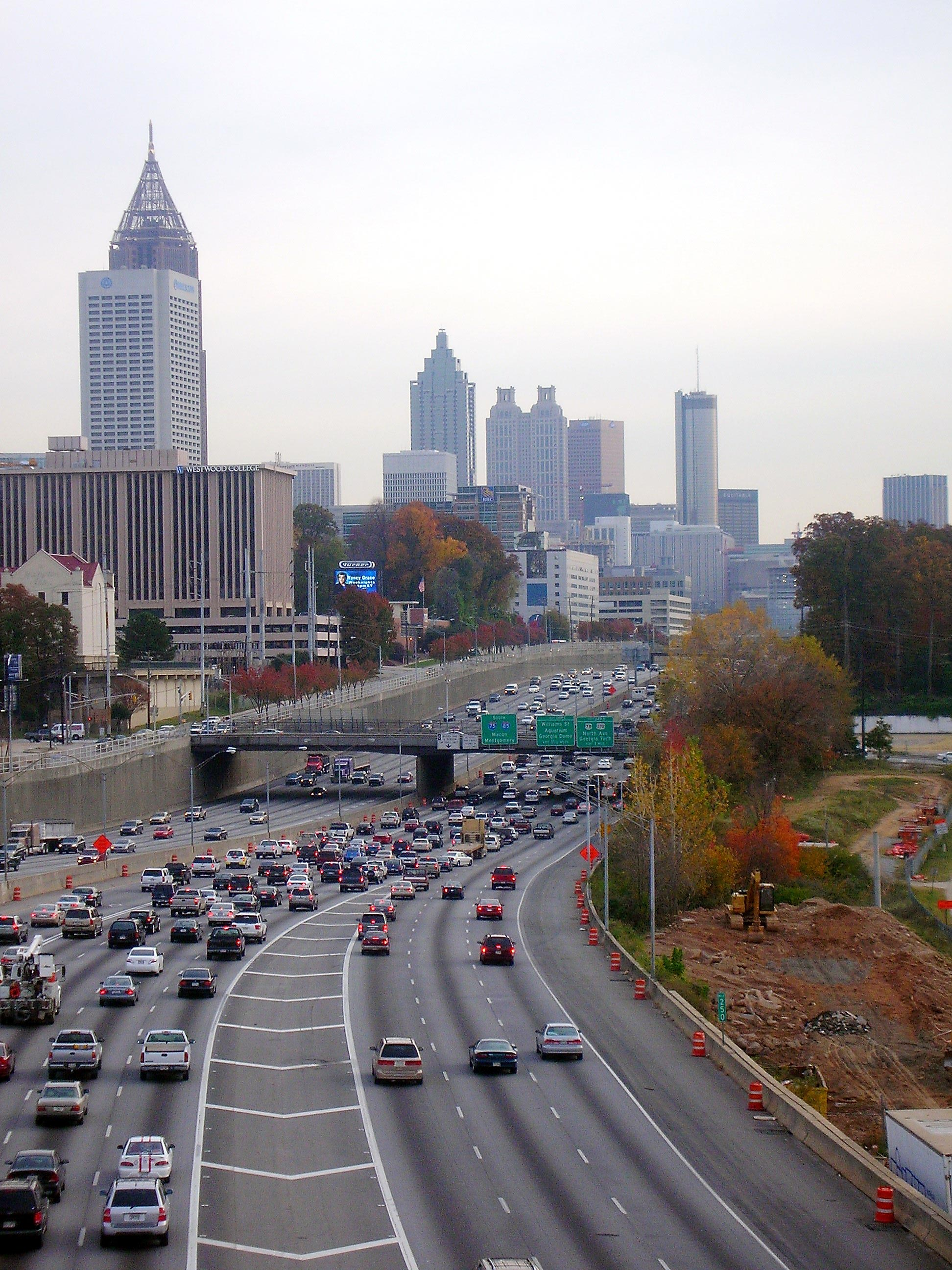
Retenciones en el tráfico a la entrada de Atlanta.

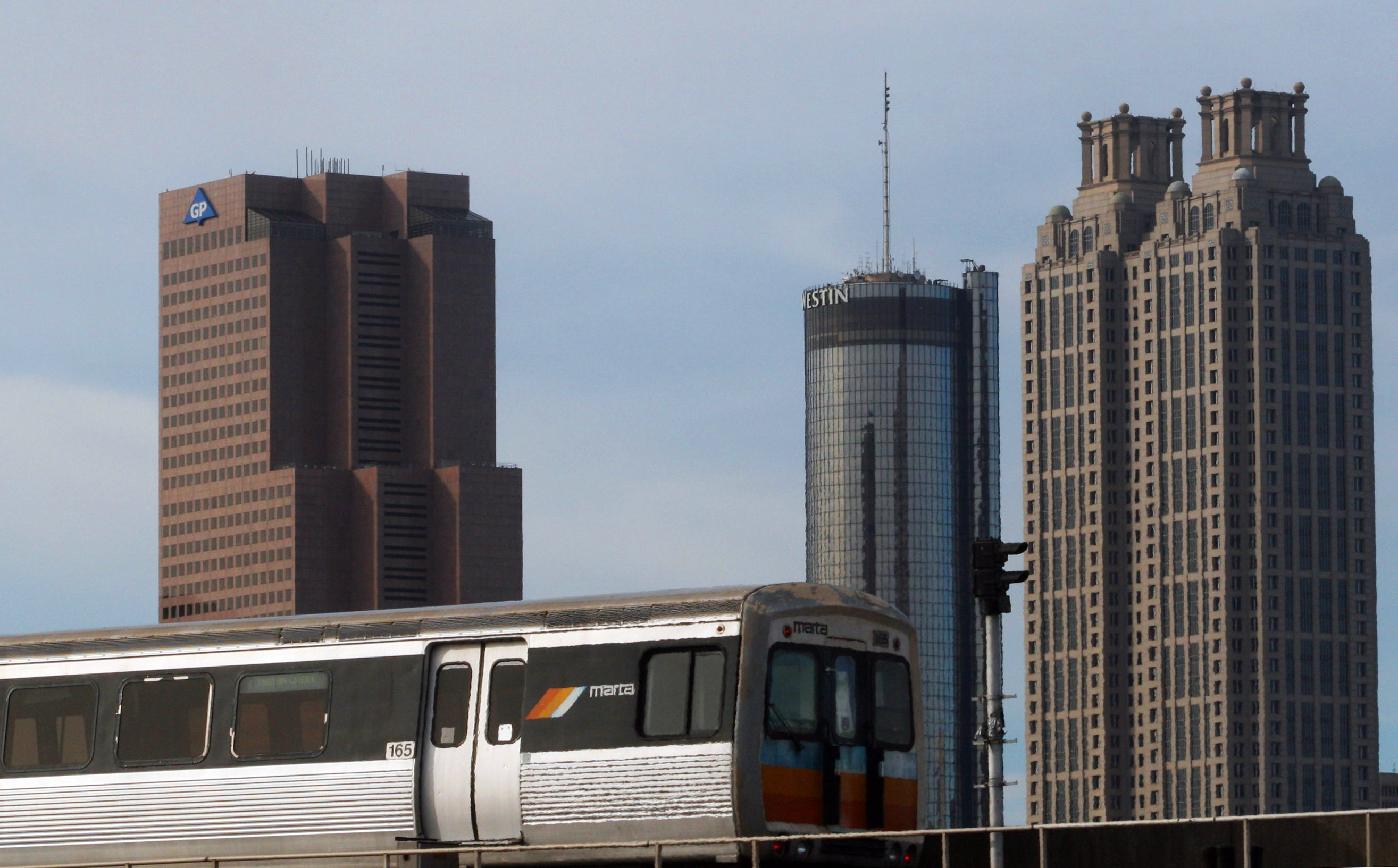
Tren ligero de MARTA.

### Aéreo
El Aeropuerto Internacional Hartsfield-Jackson es el aeropuerto más transitado del mundo, tanto a nivel de tráfico de pasajeros como de vuelos, y proporciona servicio aéreo entre Atlanta y muchos destinos nacionales e internacionales. Delta Air Lines y AirTran Airways tienen sus centros de operaciones en el aeropuerto. Situado a 16 kilómetros del centro, el Hartsfield-Jackson cubre la mayor parte de un terreno en forma de cuña entre la Interestatal 75, Interestatal 85 y la Interestatal 285. El sistema ferroviario MARTA tiene una estación en la terminal del aeropuerto y lo conecta con el centro, Midtown, Buckhead y Sandy Springs. Cerca de Atlanta están los aeropuertos de aviación general DeKalb-Peachtree y Brown Field.

### Carreteras
Con una amplia red de autopistas que irradian de la ciudad, los habitantes de Atlanta confían en el coche como el método de transporte preferido. Atlanta está rodeada por la Interestatal 285, una carretera de circunvalación conocida como "el Perímetro", que marca los límites de la ciudad con el resto de suburbios colindantes.
Tres importantes autopistas interestatales convergen en Atlanta. La Interestatal 20, que discurre de este a oeste por la ciudad; la Interestatal 75, de noroeste a sureste y la Interestatal 85, de noreste a suroeste. Las dos últimas se combinan para formar el Downtown Connector a través de la ciudad. Por este tramo combinado circulan más de 340 000 vehículos al día, siendo uno de los tramos más congestionados del sistema interestatal de carreteras de Estados Unidos. La intersección de la Interestatal 85 y la 285 en Doraville, cuyo nombre oficial es Tom Moreland Interchange, es conocida por los residentes como Spaghetti Junction.

### Problemas
La fuerte dependencia del automóvil, asociada a la cultura norteamericana, ha provocado en Atlanta un tráfico muy congestionado y un aumento en los niveles de contaminación, lo que convierte a Atlanta en una de las ciudades más contaminadas del país. La organización The Clean Air Campaign fue creada en 1996 para tratar de reducir la contaminación en el área metropolitana de Atlanta. En 2008 el área metropolitana se situó en los primeros puestos de una lista nacional en cuanto a mayor tiempo empleado en viajar a la ciudad por razones de trabajo. También quedó situada en los primeros puestos nacionales en cuanto a congestión de tráfico.
Atlanta tiene una de las peores reputaciones en cuanto a seguridad peatonal, de hecho su vecina más universal (la autora de Lo que el viento se llevó, Margaret Mitchell) murió atropellada en 1949 por un automóvil mientras cruzaba por Peachtree Street.

### Ferrocarril y autobús
No obstante, el sistema de metro de Atlanta, gestionado por la Autoridad de Tránsito Rápido de Atlanta Metropolitana (MARTA), es el séptimo más transitado del país. MARTA opera, también, líneas de autobuses en los condados de Fulton, DeKalb, Cobb y Gwinnett. Los condados de Clayton, Cobb y Gwinnett operan por separado mediante autoridades autónomas empleando autobuses en lugar de trenes.
Con el proyecto Beltline se creará un sistema de tranvías que rodeen el Downtown y Midtown de 35 kilómetros de largo aprovechando líneas de tren abandonadas. Este sistema reutilizaría los recorridos ya existentes y los conectaría con nuevos parques. También hay un proyecto propuesto de tranvía a lo largo de Peachtree Street desde el centro hasta Buckhead, así como otra posible línea este-oeste de MARTA.
La ciudad comenzó como un poblado ferroviario y aún sigue siendo un importante centro del ferrocarril, con varias líneas de mercancías pertenecientes a Norfolk Southern Railway y CSX Transportation cruzando por debajo del nivel de la calle en el centro. También hay un patio de maniobras para Inman Yard de Norfolk Southern y Tilford Yard de CSX. El servicio de largas distancias para pasajeros está cubierto por la línea Crescent train de Amtrak, que conecta Atlanta con muchas ciudades entre Nueva Orleans y Nueva York. La estación de Amtrak se encuentra varios kilómetros al norte del Downtown, y además carece de conexión con el sistema MARTA. Hay un ambicioso proyecto que crearía una terminal de pasajeros multimodal en el centro, junto al State Farm Arena y la estación Five Points de MARTA, que conectaría simultáneamente el sistema de autobús y tranvías MARTA, las líneas ferroviarias estatales, los servicios de autobús interurbanos y Amtrak.
Greyhound Lines ofrece servicios urbanos interurbanos entre Atlanta y muchas localidades de los Estados Unidos, Canadá y la frontera con México.

## Ciudades hermanadas
La ciudad de Atlanta mantiene acuerdos de hermanamientos con las siguientes 22 ciudades:
| - Bruselas, Bélgica (1967) - Bucarest, Rumanía (1994) - Cotonú, Benín (1995) - Daegu, Corea del Sur (1981) - Guayaquil, Ecuador (2013) - Fukuoka, Japón (2005) - Lagos, Nigeria (1974) - Montego Bay, Jamaica (1972) - Newcastle upon Tyne, Reino Unido (1977) - Núremberg, Alemania (1998) - San Miguel (El Salvador), El Salvador (2015) | - Olimpia, Grecia (1994) - Puerto España, Trinidad y Tobago (1987) - Ra'anana, Israel (2000) - Río de Janeiro, Brasil (1972) - Hermanas Mirabal, República Dominicana (1996) - Salzburgo, Austria (1967) - Taipéi, República de China (1974) - Tiflis, Georgia (1988) - Toulouse, Francia (1974) - Monterrey (Nuevo León), México - Torrejón de Ardoz, España (1996) - Sincelejo, Colombia (2016) - Valls, España (2020) |